# Crillon (Oise)
Pour les articles homonymes, voir Crillon.
Crillon [kʁijɔ̃] est une commune française située dans le département de l'Oise en région Hauts-de-France.

## Géographie

### Description

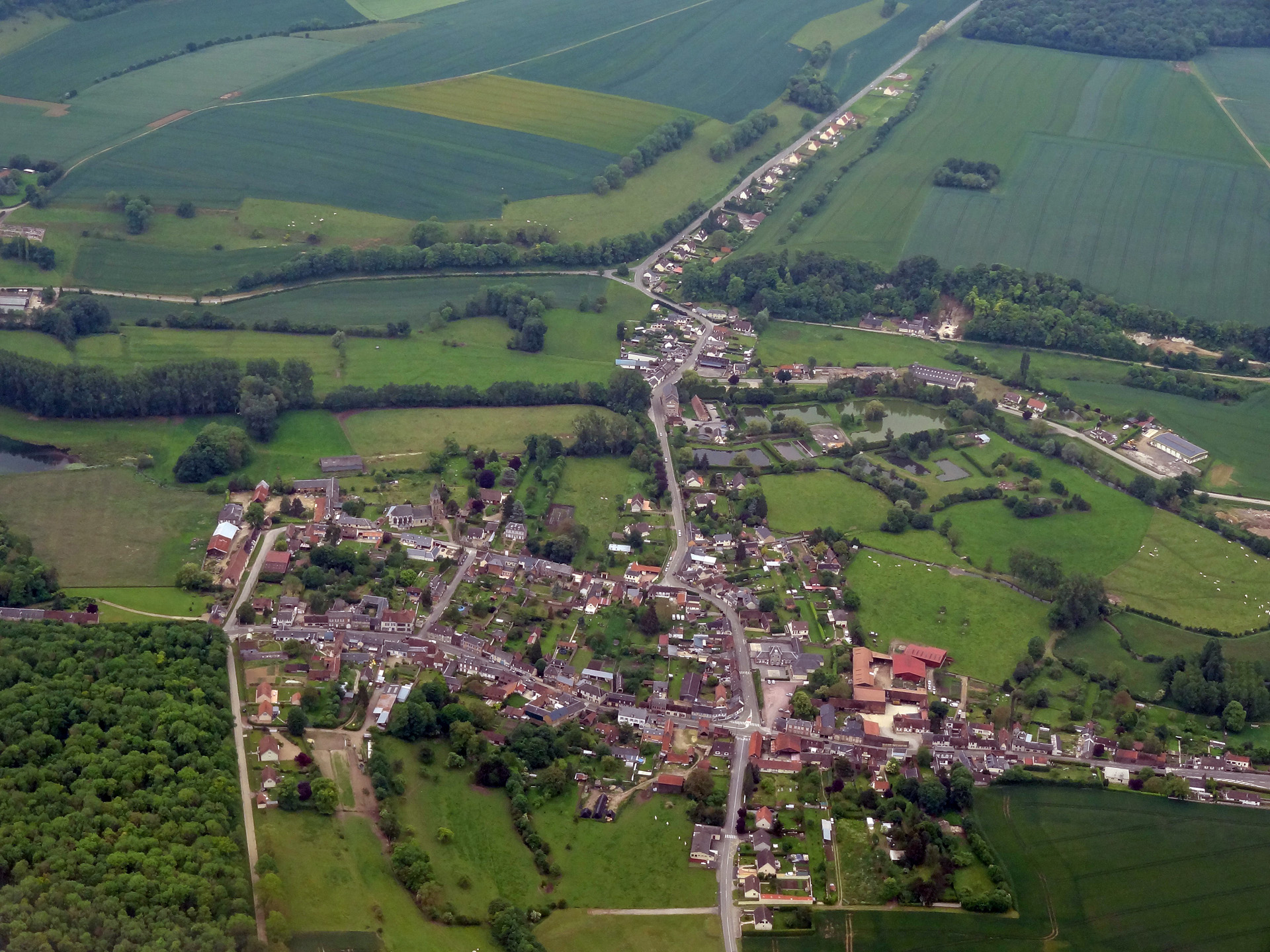
Vue aérienne de Crillon.

Crillon est un village rural de la vallée du Thérain dans le Beauvaisis  desservi par la RD 133 qui le relie à Beauvais, situé à km, à 15 km à l'est de Gournay-en-Bray, 40 km au sud-est de Neufchâtel-en-Bray et à 50 km au sud-est d'Amiens.
En 1836, Louis Graves indique que le territoire communal « est alongé du nord au midi, et traversé dans la direction opposée par le Thérain ; plusieurs ravins divisent son étendue ».

### Communes limitrophes
|             | Achy     | Villers-sur-Bonnières |
| Martincourt | Crillon  | Bonnières             |
| Hanvoile    | Glatigny | Haucourt              |

### Hydrographie

#### Réseau hydrographique
La commune est située dans le bassin Seine-Normandie. Elle est drainée par le Thérain et le cours d'eau 01 de la Fontaine Sainte-Marguerite,,.
Le Thérain, d'une longueur de 94 km, prend sa source dans la commune de Gaillefontaine et se jette  dans l'Oise à Saint-Leu-d'Esserent, après avoir traversé 43 communes. Les caractéristiques hydrologiques du Thérain sont données par la station hydrologique située sur la commune de Bonnières. Le débit moyen mensuel est de 1,61 m3/s. Le débit moyen journalier maximum est de 7,82 m3/s, atteint lors de la crue du 31 janvier 2021. Le débit instantané maximal est quant à lui de 8,13 m3/s, atteint le même jour.
Des étangs de pisciculture ont été aménagés à proximité, dans les installations d'un ancien moulin

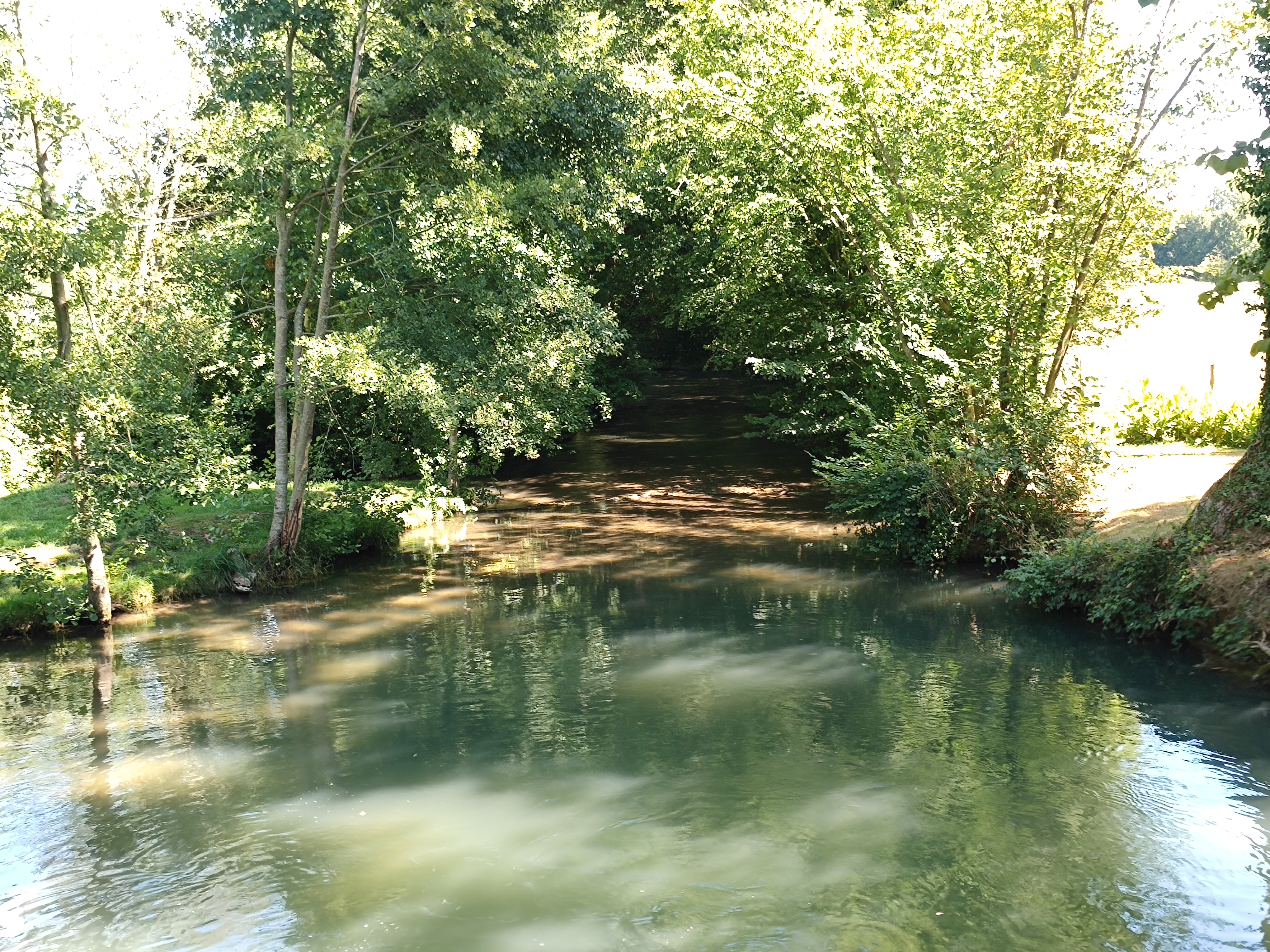
Le Thérain en aval du pont de la RD 133
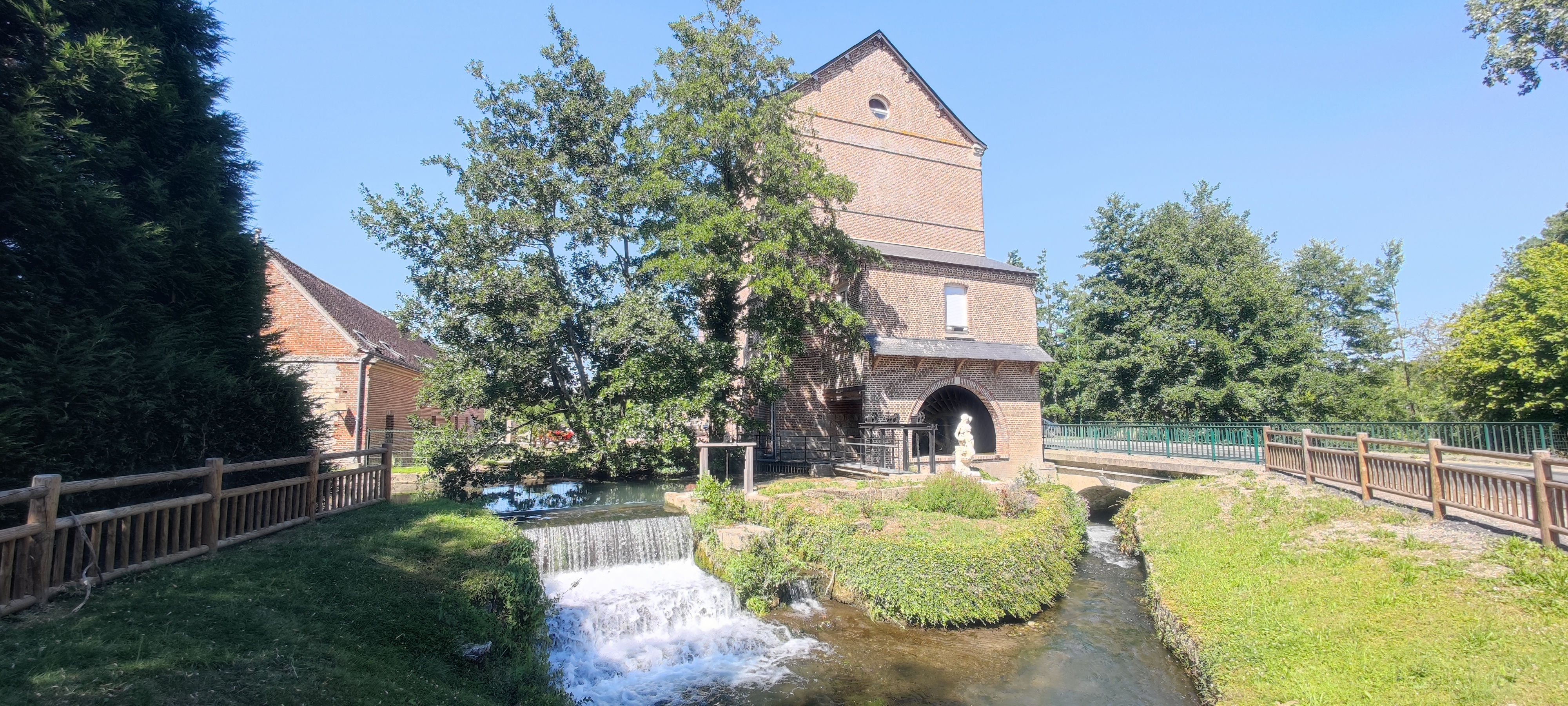
Vue du Moulin de Crillon et de sa roue
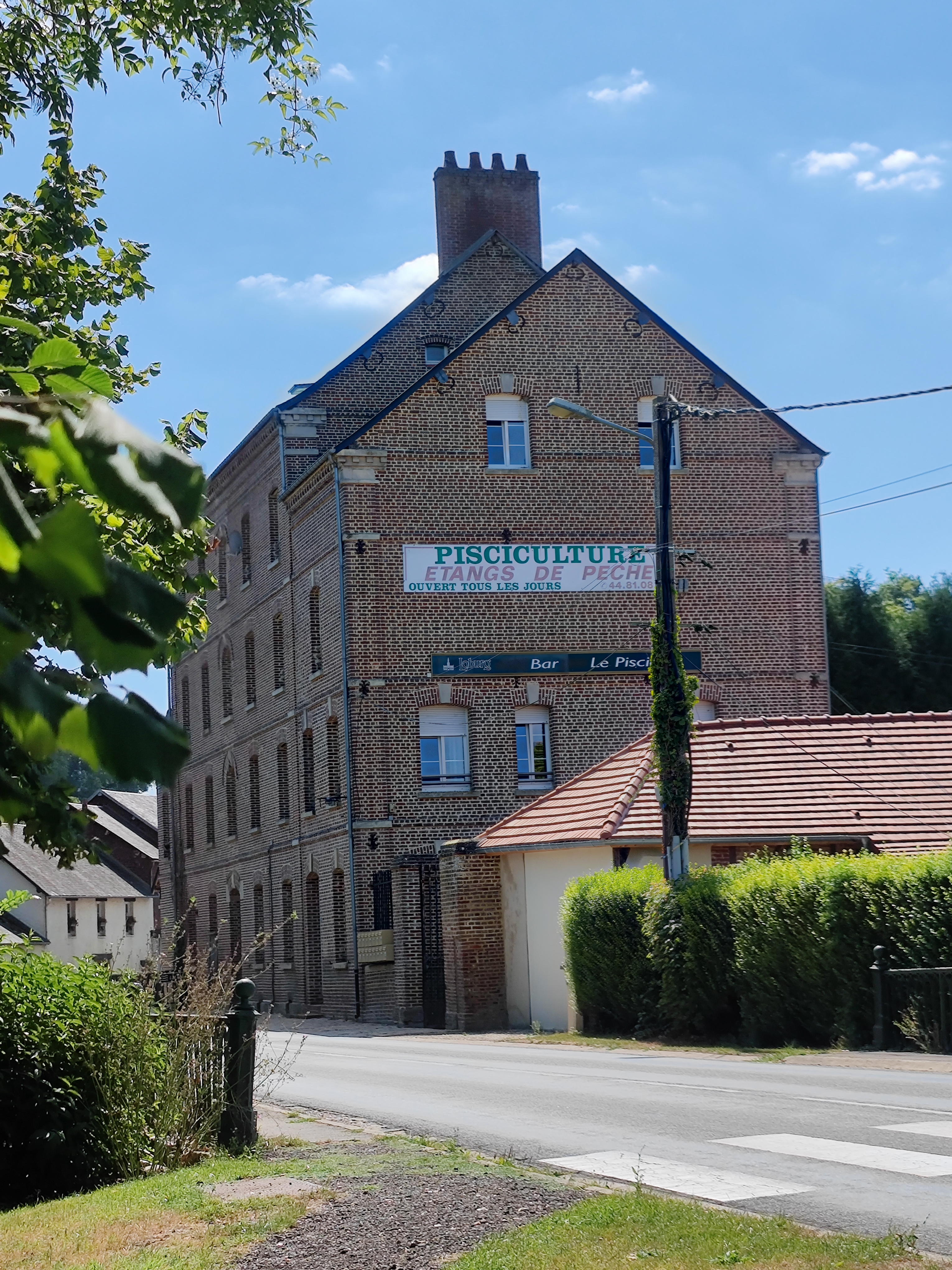
Le moulin
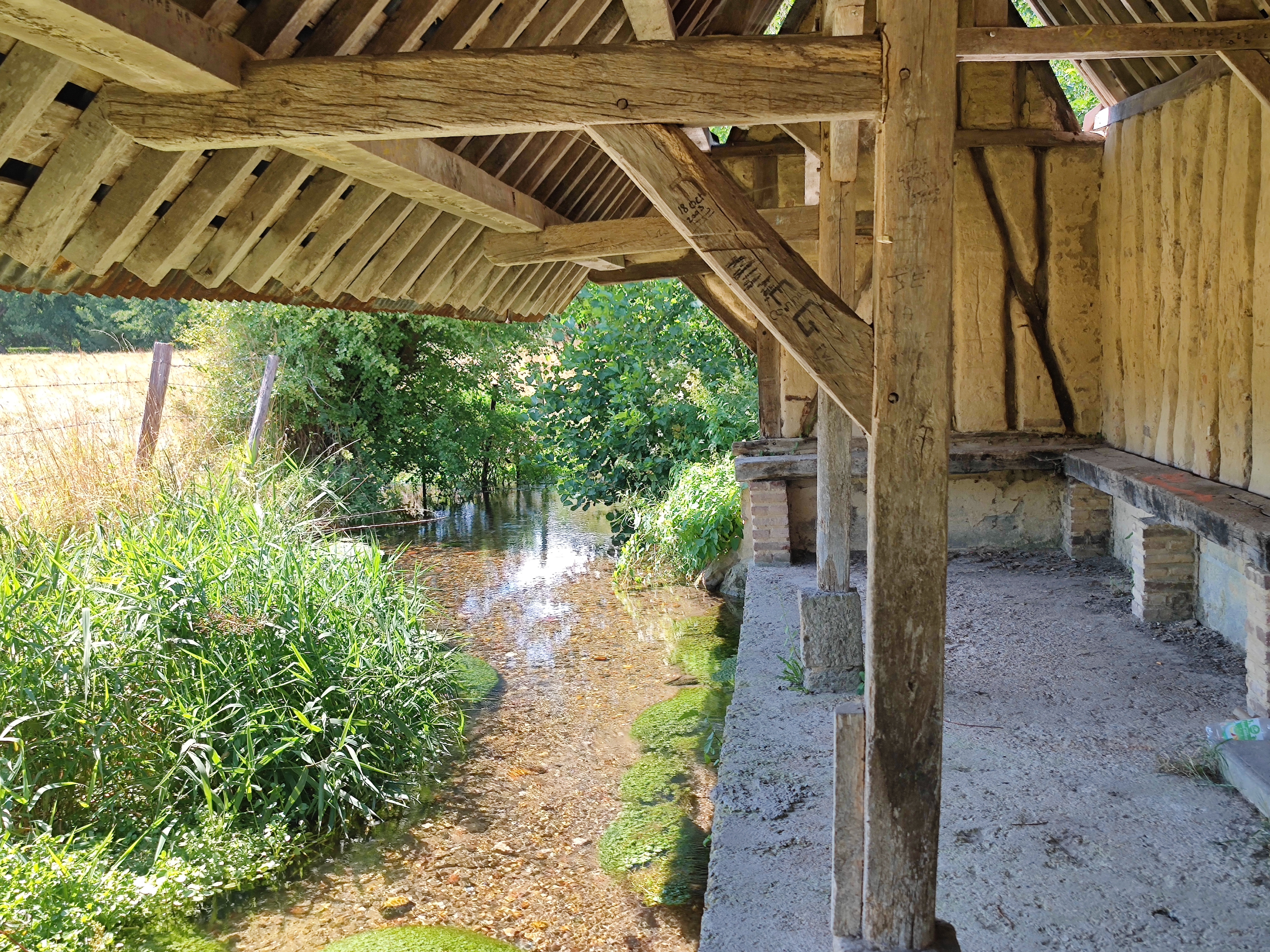
Lavoir, rue de l'Abreuvoir, sur un ruisseau issu de la Fontaine Sainte-Marguerite

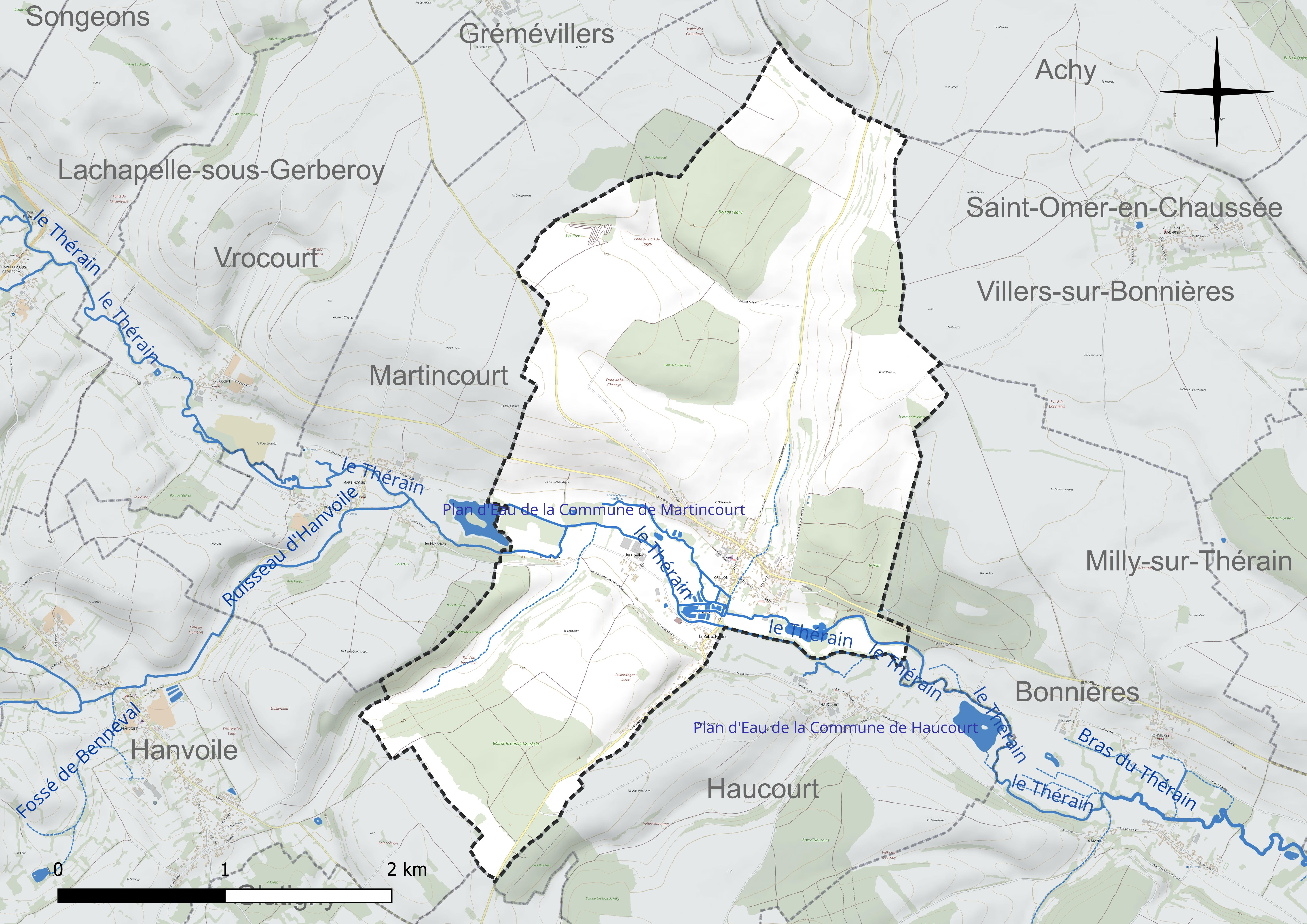
Réseau hydrographique de Crillon.

Un plan d'eau complète le réseau hydrographique : le plan d'eau de la commune de Martincourt, d'une superficie totale de 4,6 ha (0,1 ha sur la commune),.

#### Gestion et qualité des eaux
Le territoire communal est couvert par le schéma d'aménagement et de gestion des eaux (SAGE) « Sensée ». Ce document de planification concerne un territoire de 1 219 km2 de superficie, délimité par le bassin versant du Thérain. Le périmètre a été arrêté le 27 janvier 2023 et le SAGE proprement dit est, en 2024, en cours d'élaboration. La structure porteuse de l'élaboration et de la mise en œuvre est le syndicat intercommunal de la Vallée du Thérain (SIVT). 
La qualité des cours d'eau peut être consultée sur un site dédié géré par les agences de l'eau et l'Agence française pour la biodiversité. 

### Climat
Pour des articles plus généraux, voir Climat des Hauts-de-France et Climat de l'Oise.
En 2010, le climat de la commune est de type climat océanique dégradé des plaines du Centre et du Nord, selon une étude du CNRS s'appuyant sur une série de données couvrant la période 1971-2000. En 2020, Météo-France publie une typologie des climats de la France métropolitaine dans laquelle la commune est exposée à un climat océanique et est dans la région climatique  Nord-est du bassin Parisien, caractérisée par un ensoleillement médiocre, une pluviométrie moyenne régulièrement répartie au cours de l'année et un hiver froid (3 °C). 
Pour la période 1971-2000, la température annuelle moyenne est de 10,3 °C, avec une amplitude thermique annuelle de 13,8 °C. Le cumul annuel moyen de précipitations est de 748 mm, avec 12,1 jours de précipitations en janvier et 8,3 jours en juillet. Pour la période 1991-2020, la température moyenne annuelle observée sur la station météorologique la plus proche, située sur la commune de Saint-Arnoult à 15 km à vol d'oiseau, est de 10,4 °C et le cumul annuel moyen de précipitations est de 797,2 mm,. Pour l'avenir, les paramètres climatiques de la commune estimés pour 2050 selon différents scénarios d'émission de gaz à effet de serre sont consultables sur un site dédié publié par Météo-France en novembre 2022.

## Urbanisme

### Typologie
Au 1er janvier 2024, Crillon est catégorisée commune rurale à habitat dispersé, selon la nouvelle grille communale de densité à sept niveaux définie par l'Insee en 2022.
Elle est située hors unité urbaine. Par ailleurs la commune fait partie de l'aire d'attraction de Beauvais, dont elle est une commune de la couronne,. Cette aire, qui regroupe 162 communes, est catégorisée dans les aires de 50 000 à moins de 200 000 habitants,.

### Occupation des sols
L'occupation des sols de la commune, telle qu'elle ressort de la base de données européenne d'occupation biophysique des sols Corine Land Cover (CLC), est marquée par l'importance des territoires agricoles (70,9 % en 2018), une proportion identique à celle de 1990 (70,9 %). La répartition détaillée en 2018 est la suivante : 
terres arables (59,2 %), forêts (26 %), prairies (9,8 %), zones urbanisées (3,1 %), zones agricoles hétérogènes (1,9 %). L'évolution de l'occupation des sols de la commune et de ses infrastructures peut être observée sur les différentes représentations cartographiques du territoire : la carte de Cassini (XVIIIe siècle), la carte d'état-major (1820-1866) et les cartes ou photos aériennes de l'IGN pour la période actuelle (1950 à aujourd'hui).

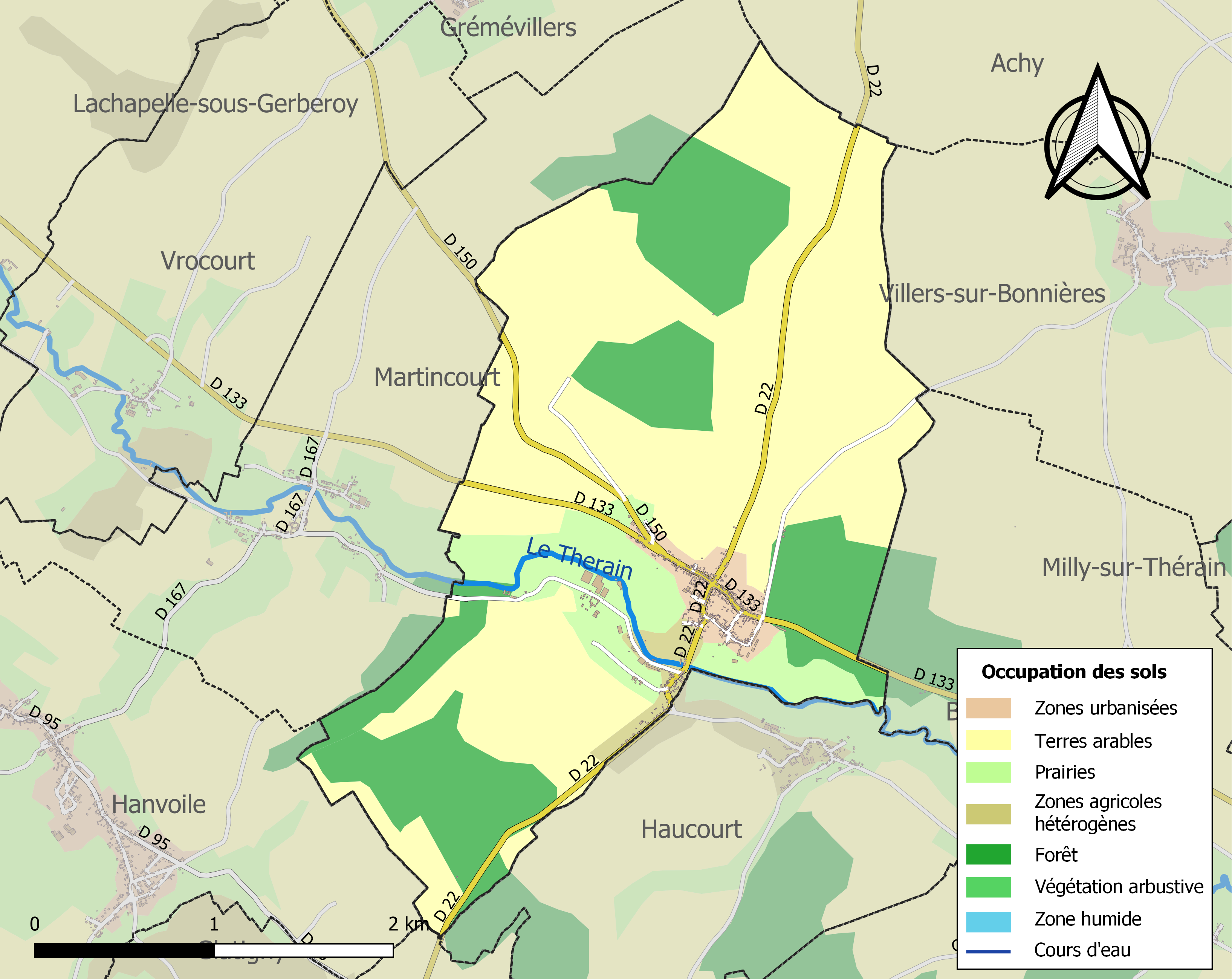
Carte des infrastructures et de l'occupation des sols de la commune en 2018 (CLC).

### Habitat et logement
En 2018, le nombre total de logements dans la commune était de 231, alors qu'il était de 206 en 2013 et de 182 en 2008.
Parmi ces logements, 88,7 % étaient des résidences principales, 5,4 % des résidences secondaires et 5,9 % des logements vacants. Ces logements étaient pour 92,3 % d'entre eux des maisons individuelles et pour 7,7 % des appartements.
Le tableau ci-dessous présente la typologie des logements à Crillon en 2018 en comparaison avec celle de l'Oise et de la France entière. Une caractéristique marquante du parc de logements est ainsi une proportion de résidences secondaires et logements occasionnels (5,4 %) supérieure à celle du département (2,5 %) et à celle de la France entière (9,7 %). Concernant le statut d'occupation de ces logements, 83,5 % des habitants de la commune sont propriétaires de leur logement (84,7 % en 2013), contre 61,4 % pour l'Oise et 57,5 pour la France entière.
| Typologie                                               | Crillon | Oise | France entière |
| ------------------------------------------------------- | ------- | ---- | -------------- |
| Résidences principales (en %)                           | 88,7    | 90,4 | 82,1           |
| Résidences secondaires et logements occasionnels (en %) | 5,4     | 2,5  | 9,7            |
| Logements vacants (en %)                                | 5,9     | 7,1  | 8,2            |

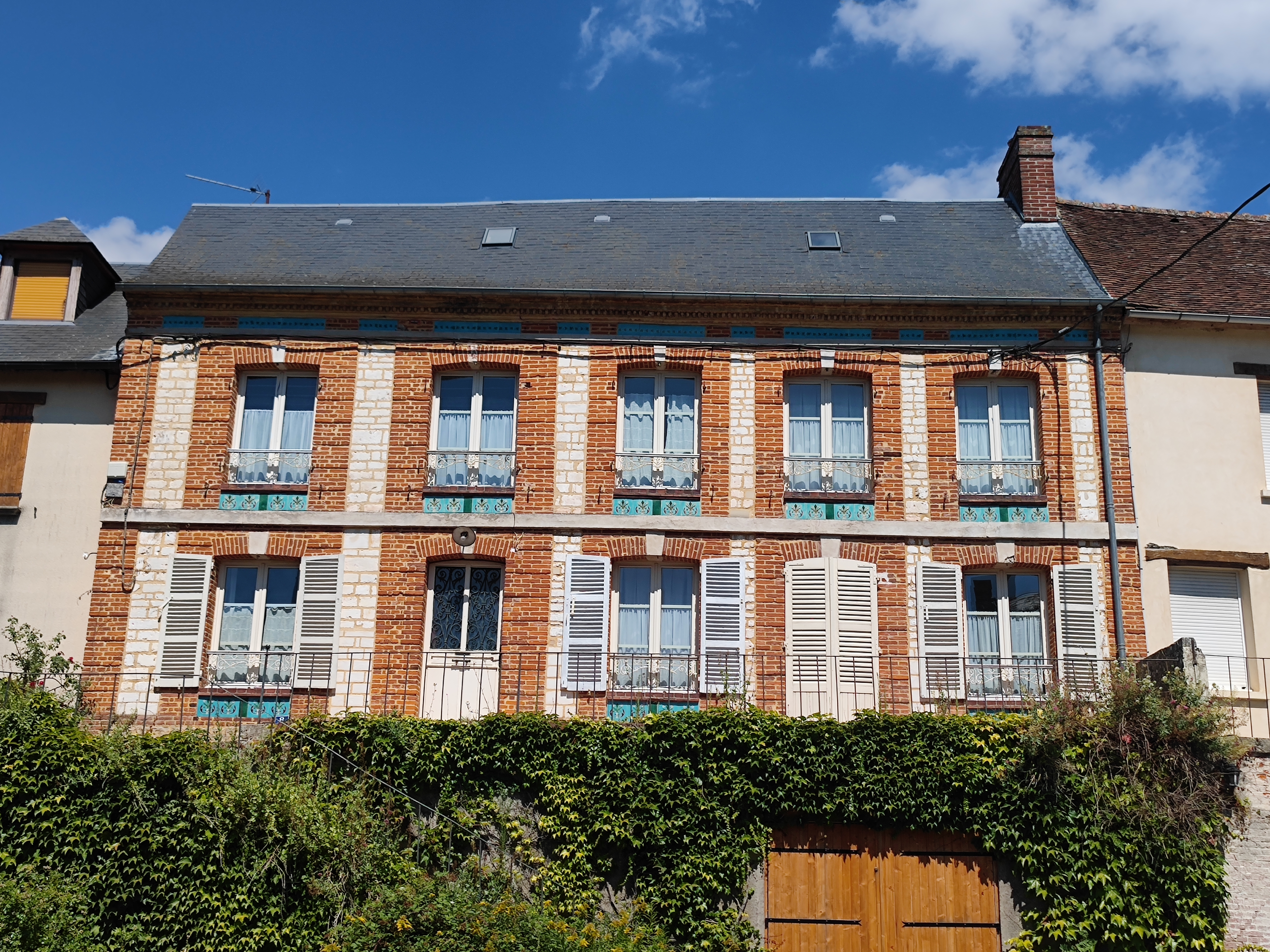
Maison, rue du Maréchal de Boufflers
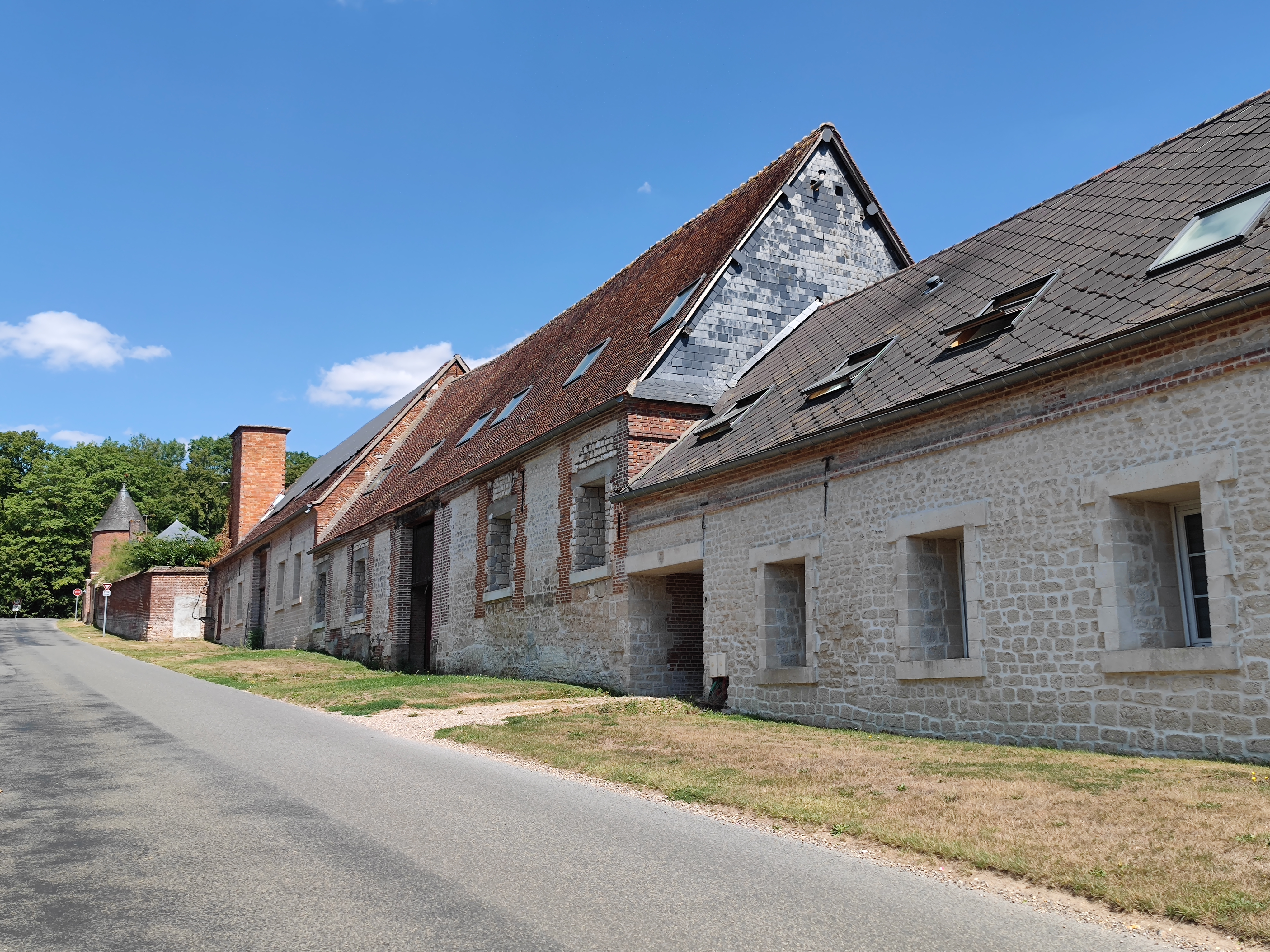
Maison, rue Allard
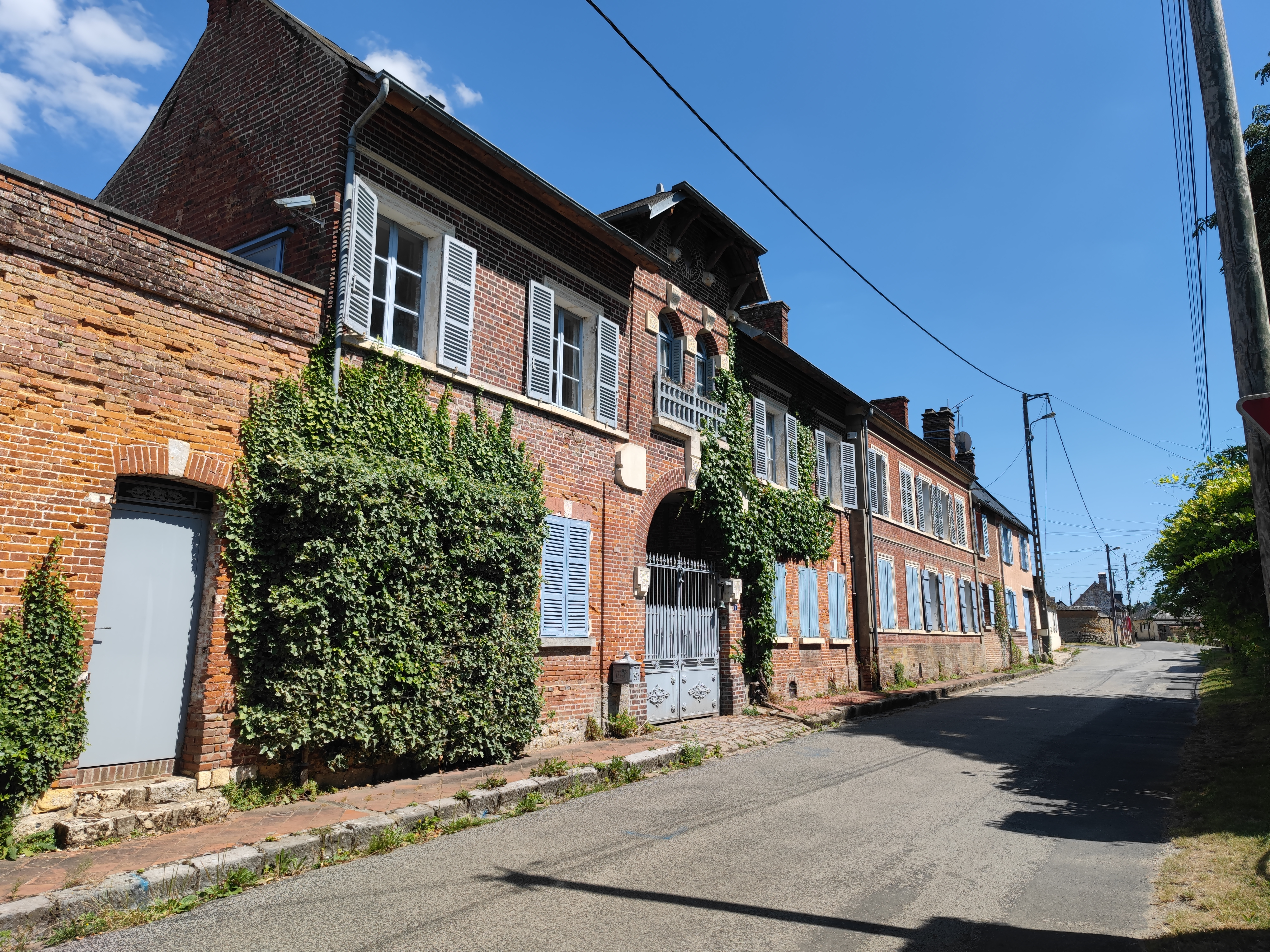
Maison, rue de l'Église

### Voies de communication et transports
La commune est desservie, en 2023, par les lignes 612, 6103, 6104 et 6113 du réseau interurbain de l'Oise.

## Toponymie
La localité a été désignée comme Caigni, Caigny, Caygny, Cogny, Cagny, Cagni, Cagni-Bouflers, Boufflers, Saisseval (Cogniacus, Cogneium) ; Cagny (XVe, XVIe) ; Coigny (XVe-XVIe) ; Cogny (XVe-XVIe) ; Caygni (XVe-XVIe) ; Caygny (XVe-XVIe) ; François de Boufflers seigneur de Caigny (1614) ; Boufflers (1640) ; Cagny en Beauvaisis (1644) ; Cagni-Bouflers (XVIIe) ; Saisseval (1757) ; Crillon (1784) ; Boufflers-Crillon (1789) ; Cagny-Crillon (1789) ; Bourg-Français (1793) ; Crillon (XIXe).

En 1783, Claude Louis de Saisseval vend son marquisat de Saisseval à Félix de Berton des Balbes de Crillon, alors comte de Crillon (1758-1820). Ce dernier obtient en 1784 que la terre de Saisseval prenne le nom de Crillon : « En 1784, ce village, appelé Cagny, a pris le nom de Crillon, en souvenir du "brave Crillon", compagnon d'Henri IV, qui était seigneur de Crillon , Vaucluse ».

## Histoire

### Moyen Âge
Au Xe siècle, « la seigneurie, qui était assez importante se divisait en deux parties, dont l'une située près du Thérain, relevait du comté de Clermont, et dont l'autre dans laquelle était compris le château. relevait du vidamé de Gerberoy ».

### Temps modernes
Crillon a porté successivement plusieurs noms, modifiés au gré des possesseurs successifs de son ancienne seigneurie. Nommée alors Caigny, elle est, aux XVI e et XVIIe siècles, la possession de la famille de Boufflers. En 1604, François de Boufflers obtient du Roi Louis XIII l'érection en comté de sa seigneurie de Caigny, avec l'autorisation d'y établir un marché. En 1695, son petit-fils, le maréchal de Boufflers, obtient de  Louis XIV l'érection du comté de Caigny en duché de Boufflers, puis en 1708 en duché-pairie de Boufflers.
En 1757, le duché de Boufflers est acheté par Claude Jean Baptiste de Saisseval (1723-1761), dont le fils, Claude Louis de Saisseval, obtient par lettres du Roi Louis XV en juillet 1766, l'érection de l'ancien duché-pairie de Boufflers en marquisat de Saisseval.
En 1783, Claude Louis de Saisseval vend son marquisat de Saisseval à Félix de Berton des Balbes de Crillon, alors comte de Crillon (1758-1820). Ce dernier obtient en 1784 que la terre de Saisseval prenne le nom de Crillon. En 1789, il représente la Noblesse du bailliage de Beauvais aux Etats-généraux. En 1817, il est fait duc et pair par le Roi Louis XVIII. La terre de Crillon est restée depuis dans sa descendance.

### Époque contemporaine
La commune a été desservie par le chemin de fer de Milly-sur-Thérain à Formerie de 1894 à 1935, une ligne de chemin de fer secondaire à voie métrique du réseau des chemins de fer départementaux de l'Oise, exploité à l'origine par la compagnie des Chemins de fer de Milly à Formerie et de Noyon à Guiscard et à Lassigny, puis, à compter de 1920, par la compagnie générale de voies ferrées d'intérêt local pour le compte du département.
|  |  |

## Politique et administration

### Rattachements administratifs et électoraux

#### Rattachements administratifs
La commune se trouve dans l'arrondissement de Beauvais du département de l'Oise.
Elle faisait partie depuis 1802 du canton de Songeons. Dans le cadre du redécoupage cantonal de 2014 en France, cette circonscription administrative territoriale a disparu, et le canton n'est plus qu'une circonscription électorale.

#### Rattachements électoraux
Pour les élections départementales, la commune fait partie depuis 2014 du canton de Grandvilliers
Pour l'élection des députés, elle fait partie de la deuxième circonscription de l'Oise.

### Intercommunalité
Crillon est  membre de la communauté de communes de la Picardie verte, un établissement public de coopération intercommunale (EPCI) à fiscalité propre créé fin 1996  et auquel la commune a transféré un certain nombre de ses compétences, dans les conditions déterminées par le code général des collectivités territoriales.

### Politique locale
Lors du premier tour des élections municipales de 2020 dans l'Oise, les électeurs n'ont donné à aucun candidat la majorité absolue qui aurait permis son élection, malgré un taux de participation de 76,55 %. Au second tour, ils ont élu la liste du maire sortant, Patrick Prévost,.

### Liste des maires
| Période                                  | Période                       | Identité        | Étiquette | Qualité                                 |
| ---------------------------------------- | ----------------------------- | --------------- | --------- | --------------------------------------- |
| Les données manquantes sont à compléter. |                               |                 |           |                                         |
| 1945                                     | 1973                          | René Lefrançois |           |                                         |
| Les données manquantes sont à compléter. |                               |                 |           |                                         |
| avant 1988                               | 2014                          | Pierre Desmet   |           |                                         |
| mars 2014                                | En cours (au 2 décembre 2020) | Patrick Prévost |           | Artisan Réélu pour le mandat 2020-2026, |

## Équipements et services publics

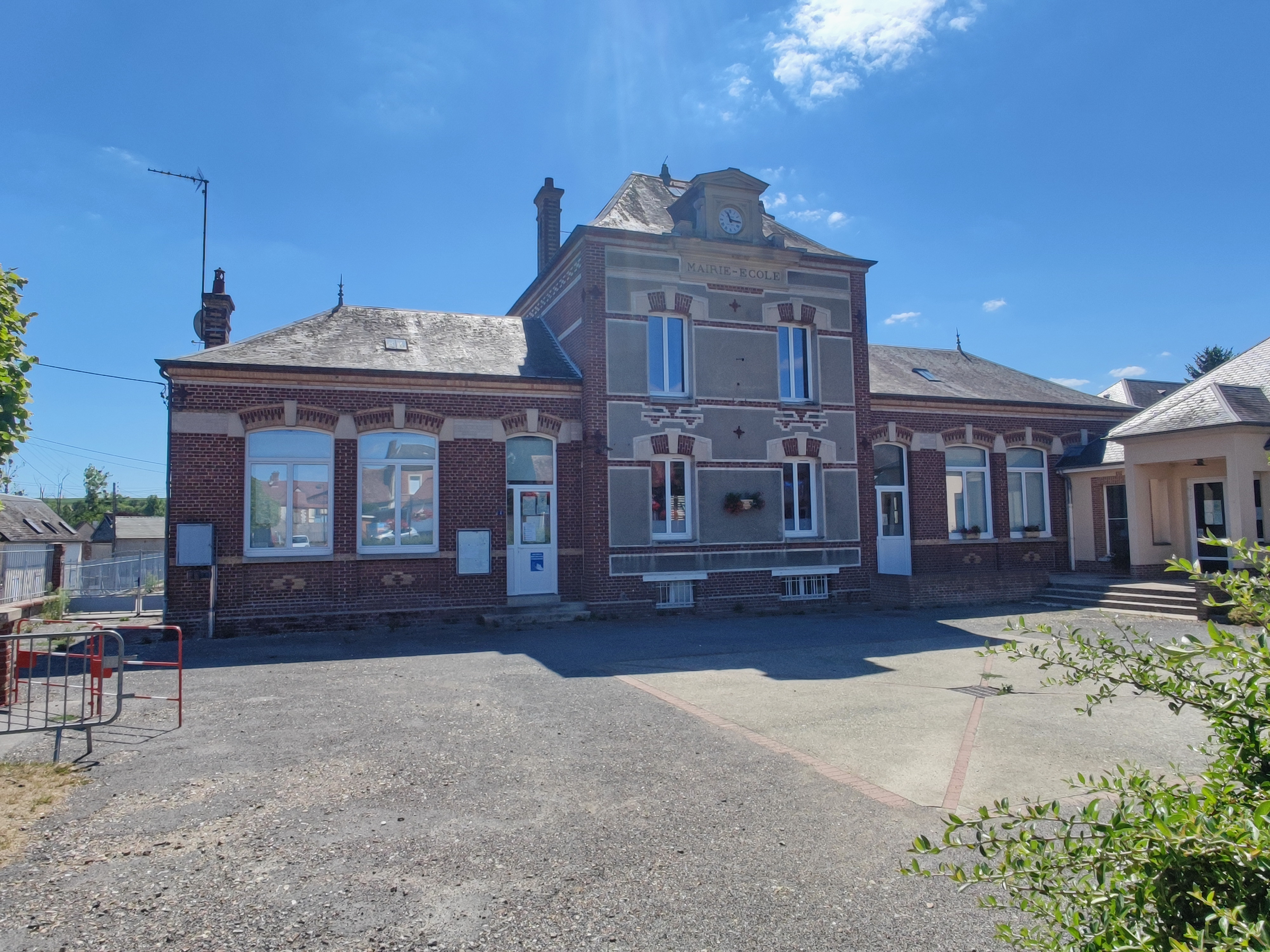
L'école et le côté de la mairie.

L'école de Crillon accueille les enfants de la commune, ainsi que ceux de Martincourt, Vrocourt et d'Haucourt, dans le cadre d'un regroupement pédagogique intercommunal.
Le village s'est doté en 2016 d'un marché hebdomadaire, qui a lieu le samedi matin, et qui succède à un marché créé en 1604 mais avait disparu à la fin du XIXe siècle.

## Population et société

### Démographie

#### Évolution démographique
L'évolution du nombre d'habitants est connue à travers les recensements de la population effectués dans la commune depuis 1793. Pour les communes de moins de 10 000 habitants, une enquête de recensement portant sur toute la population est réalisée tous les cinq ans, les populations de référence des années intermédiaires étant quant à elles estimées par interpolation ou extrapolation. Pour la commune, le premier recensement exhaustif entrant dans le cadre du nouveau dispositif a été réalisé en 2006.

En 2022, la commune comptait 488 habitants, en évolution de +0,62 % par rapport à 2016 (Oise : +0,87 %, France hors Mayotte : +2,11 %).
| 1793 | 1800 | 1806 | 1821 | 1831 | 1836 | 1841 | 1846 | 1851 |
| ---- | ---- | ---- | ---- | ---- | ---- | ---- | ---- | ---- |
| 406  | 447  | 474  | 493  | 466  | 486  | 501  | 504  | 471  |

| 1856 | 1861 | 1866 | 1872 | 1876 | 1881 | 1886 | 1891 | 1896 |
| ---- | ---- | ---- | ---- | ---- | ---- | ---- | ---- | ---- |
| 461  | 433  | 456  | 433  | 408  | 412  | 402  | 379  | 406  |

| 1901 | 1906 | 1911 | 1921 | 1926 | 1931 | 1936 | 1946 | 1954 |
| ---- | ---- | ---- | ---- | ---- | ---- | ---- | ---- | ---- |
| 412  | 444  | 493  | 438  | 438  | 408  | 381  | 397  | 395  |

| 1962 | 1968 | 1975 | 1982 | 1990 | 1999 | 2006 | 2011 | 2016 |
| ---- | ---- | ---- | ---- | ---- | ---- | ---- | ---- | ---- |
| 393  | 425  | 424  | 420  | 440  | 433  | 439  | 442  | 485  |

| 2021 | 2022 | - | - | - | - | - | - | - |
| ---- | ---- | - | - | - | - | - | - | - |
| 493  | 488  | - | - | - | - | - | - | - |

#### Pyramide des âges
La population de la commune est relativement jeune.
En 2018, le taux de personnes d'un âge inférieur à 30 ans s'élève à 35,5 %, soit en dessous de la moyenne départementale (37,3 %). À l'inverse, le taux de personnes d'âge supérieur à 60 ans est de 21,9 % la même année, alors qu'il est de 22,8 % au niveau départemental.
En 2018, la commune comptait 243 hommes pour 255 femmes, soit un taux de 51,2 % de femmes, légèrement supérieur au taux départemental (51,11 %).
Les pyramides des âges de la commune et du département s'établissent comme suit.
| Hommes | Classe d’âge | Femmes |
| ------ | ------------ | ------ |
| 0,0    | 90 ou +      | 0,4    |
| 5,7    | 75-89 ans    | 7,6    |
| 16,2   | 60-74 ans    | 13,8   |
| 21,3   | 45-59 ans    | 22,2   |
| 22,5   | 30-44 ans    | 19,3   |
| 16,3   | 15-29 ans    | 13,3   |
| 18,1   | 0-14 ans     | 23,5   |

| Hommes | Classe d’âge | Femmes |
| ------ | ------------ | ------ |
| 0,5    | 90 ou +      | 1,4    |
| 5,5    | 75-89 ans    | 7,6    |
| 15,6   | 60-74 ans    | 16,3   |
| 20,8   | 45-59 ans    | 20     |
| 19,4   | 30-44 ans    | 19,4   |
| 17,6   | 15-29 ans    | 16,2   |
| 20,6   | 0-14 ans     | 19,1   |

## Culture locale et patrimoine

### Lieux et monuments
- Église Saint-Lucien du XIIe siècle, dont le clocher-porche en brique du XIXe siècle précède une nef du XIe siècle et un chœur du XVIe siècle de style gothique flamboyant long de trois travées et achevé par une abside à trois pans. Une chapelle placée au sud du choeur, était destinée à accueillir le cœur du Maréchal de Boufflers et celui de ses deux fils. Le cénotaphe du maréchal de Boufflers est  attribué à  François Girardon[38], avec la sépulture de ses fils. Cette sépulture fut profanée en 1794[39].
L'église comprend huit stalles du XVIIe siècle, des boiseries et un autel Louis XVI ; de nombreux vitraux du XIXe siècle[40]

L'église Saint-Lucien
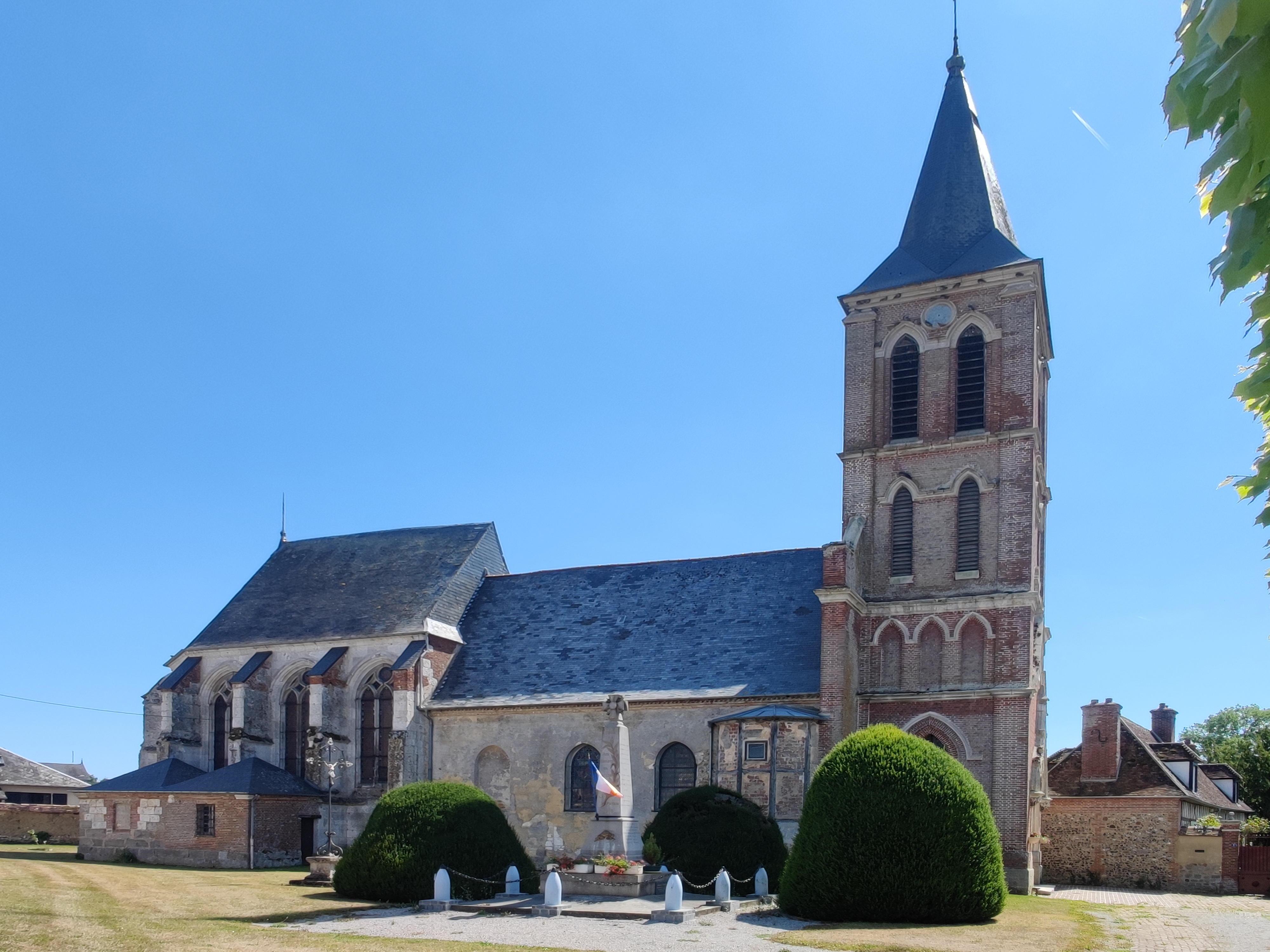
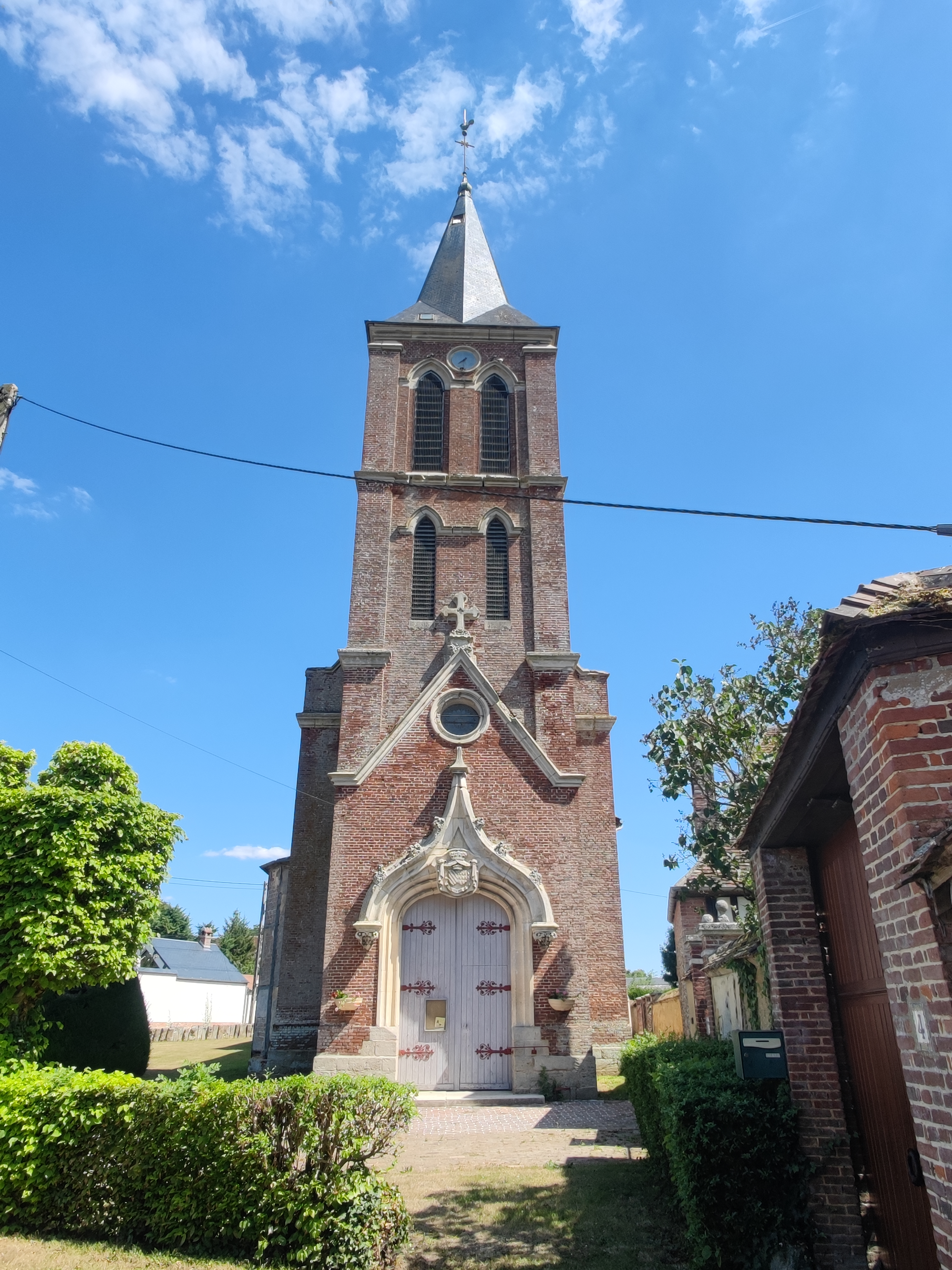
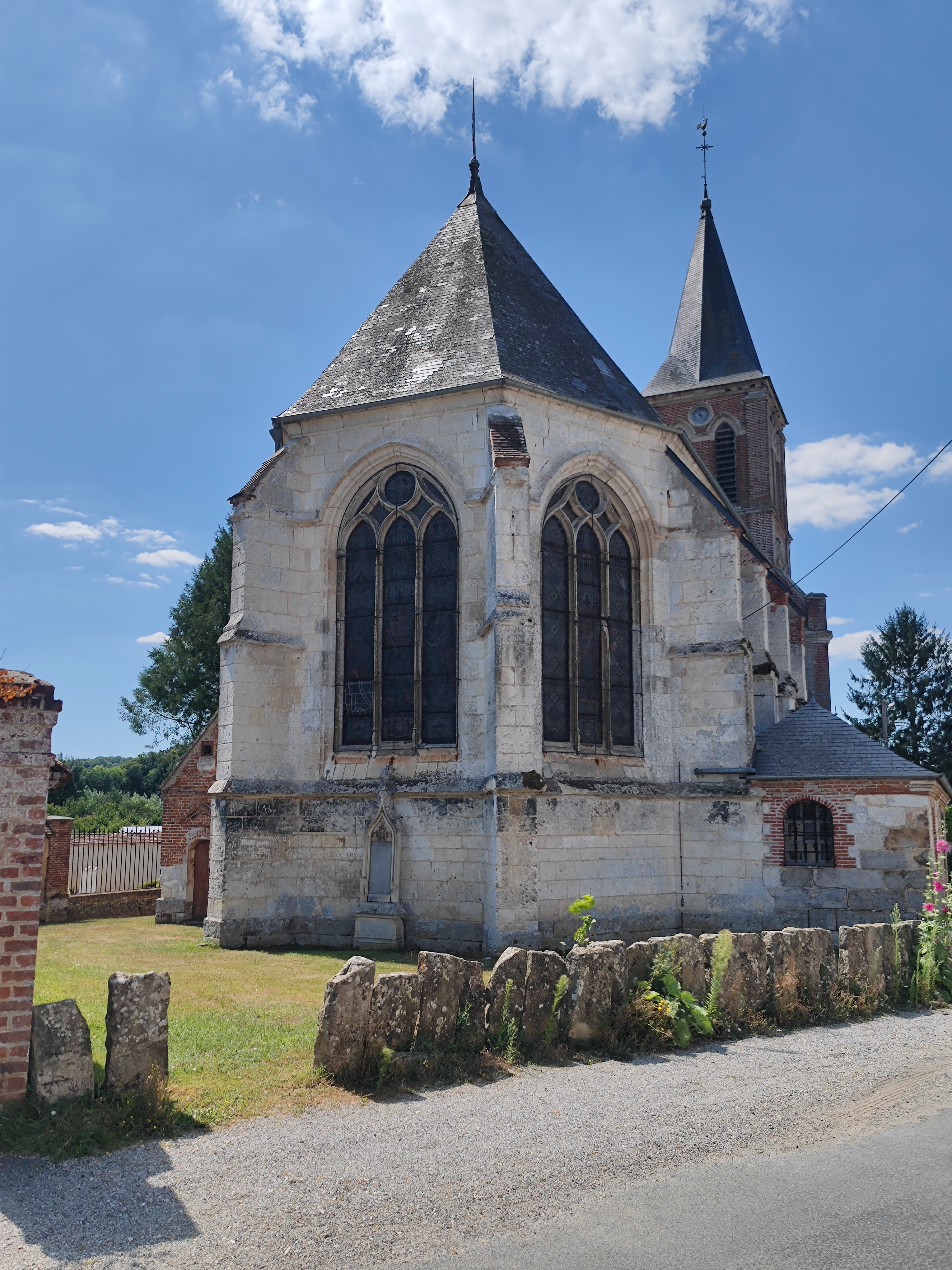
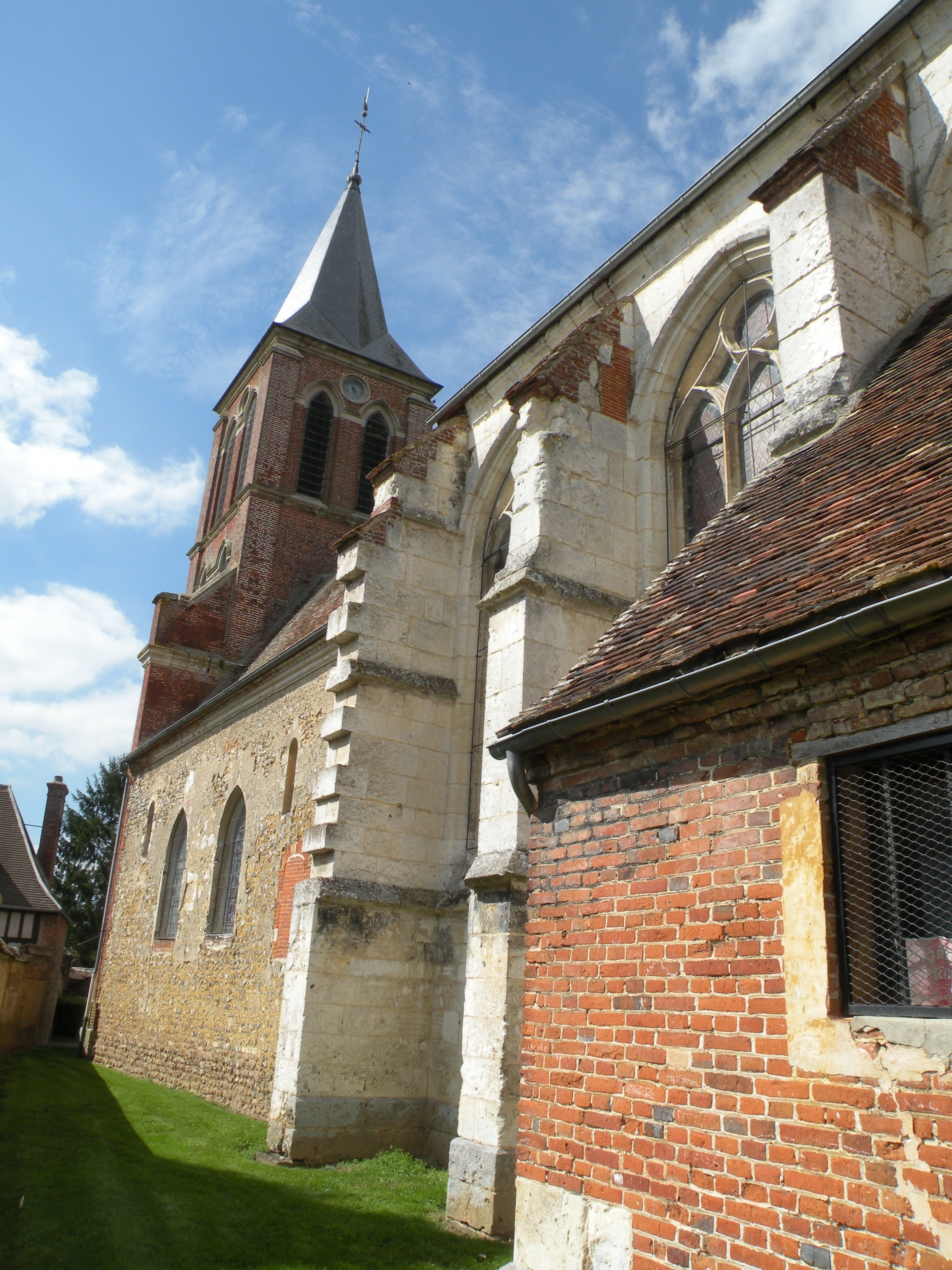

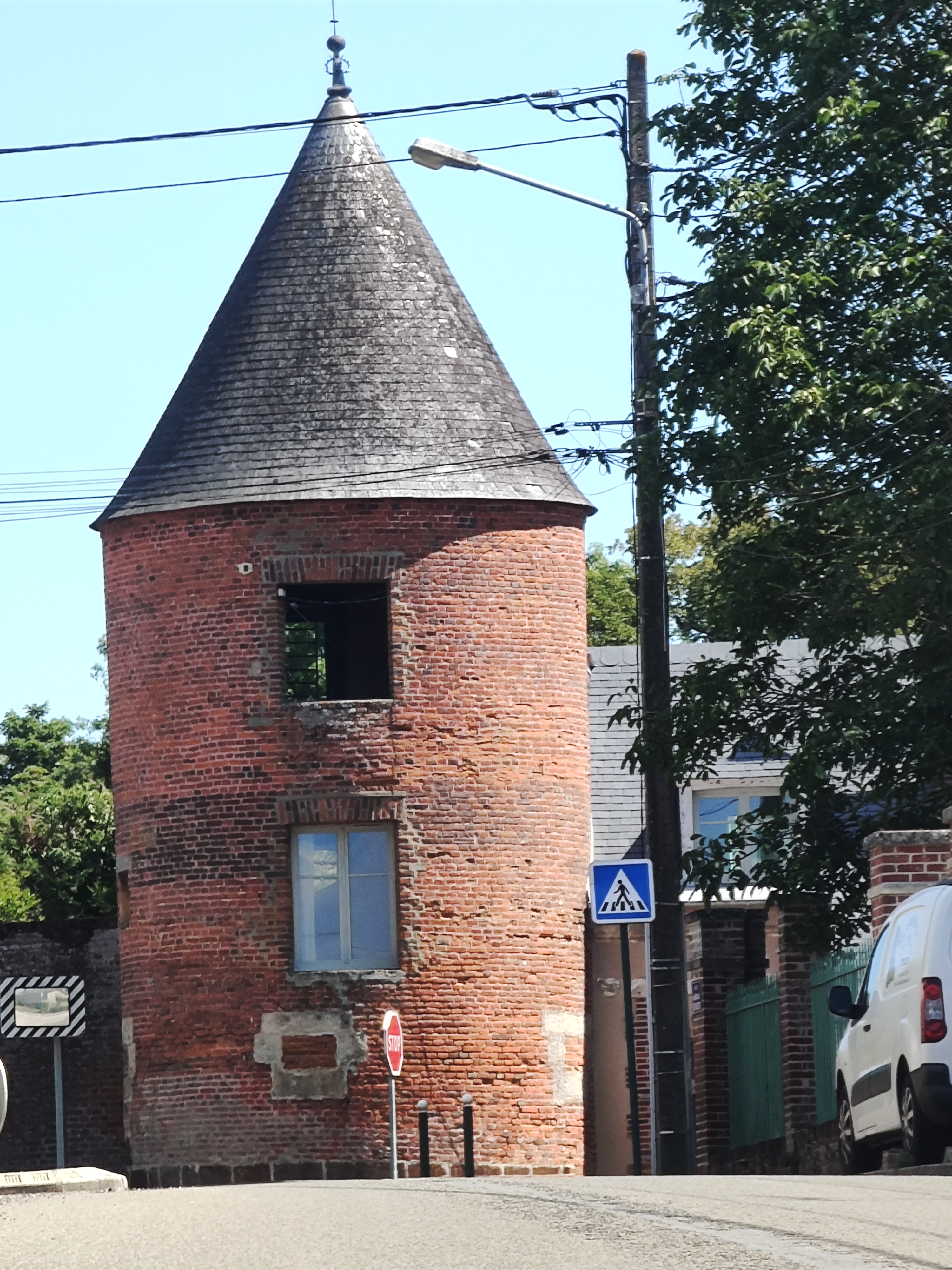
La tour du château.

- Château du maréchal de Boufflers de la fin du XVIIe siècle, la construction de cet édifice fut commencée, mais jamais terminée[41]. Au début du XIXe siècle, la famille de Crillon fit ériger une autre demeure[42], disparue depuis[43].
- Halles en bois dues au maréchal de Boufflers.

Les halles
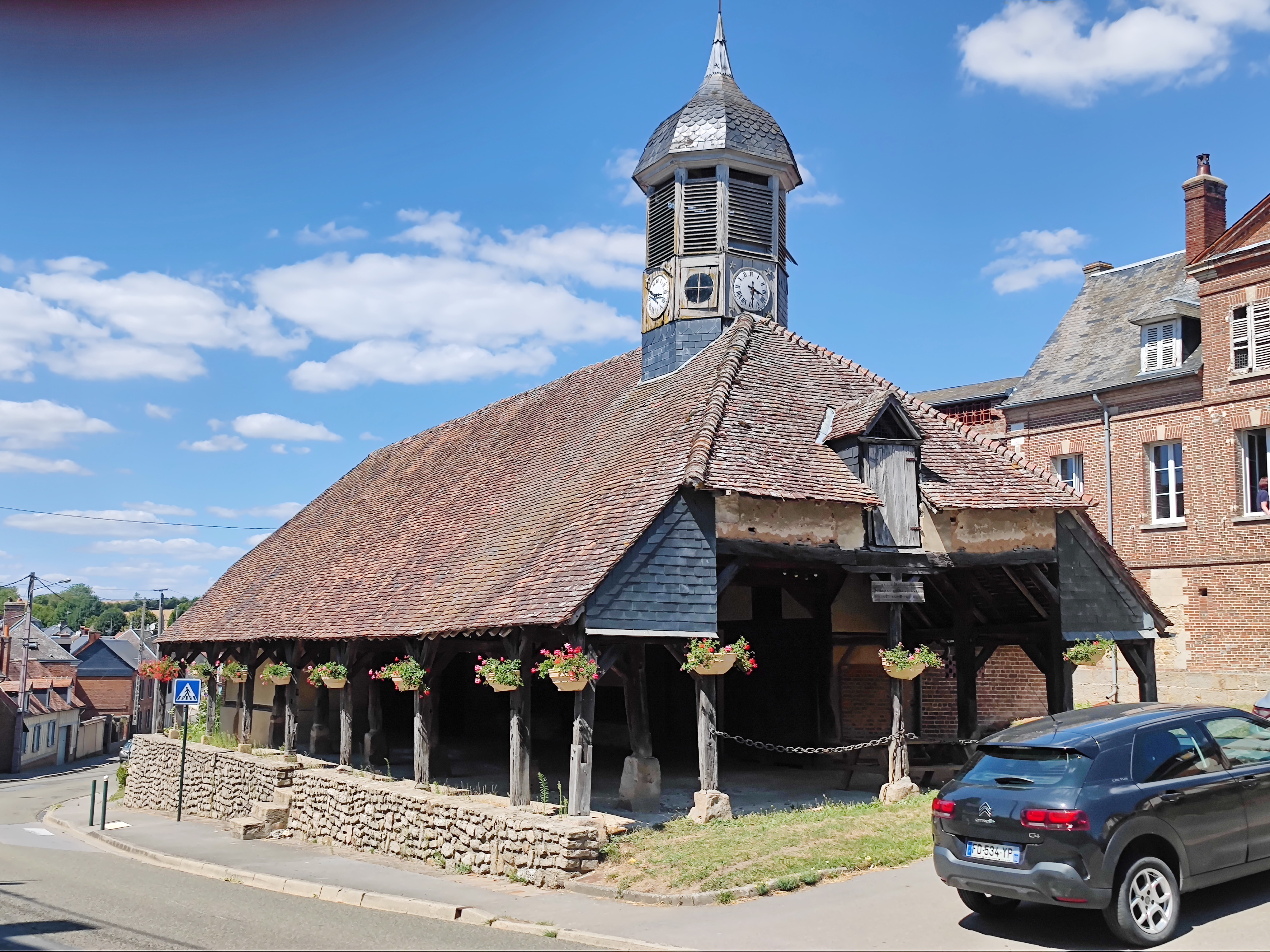
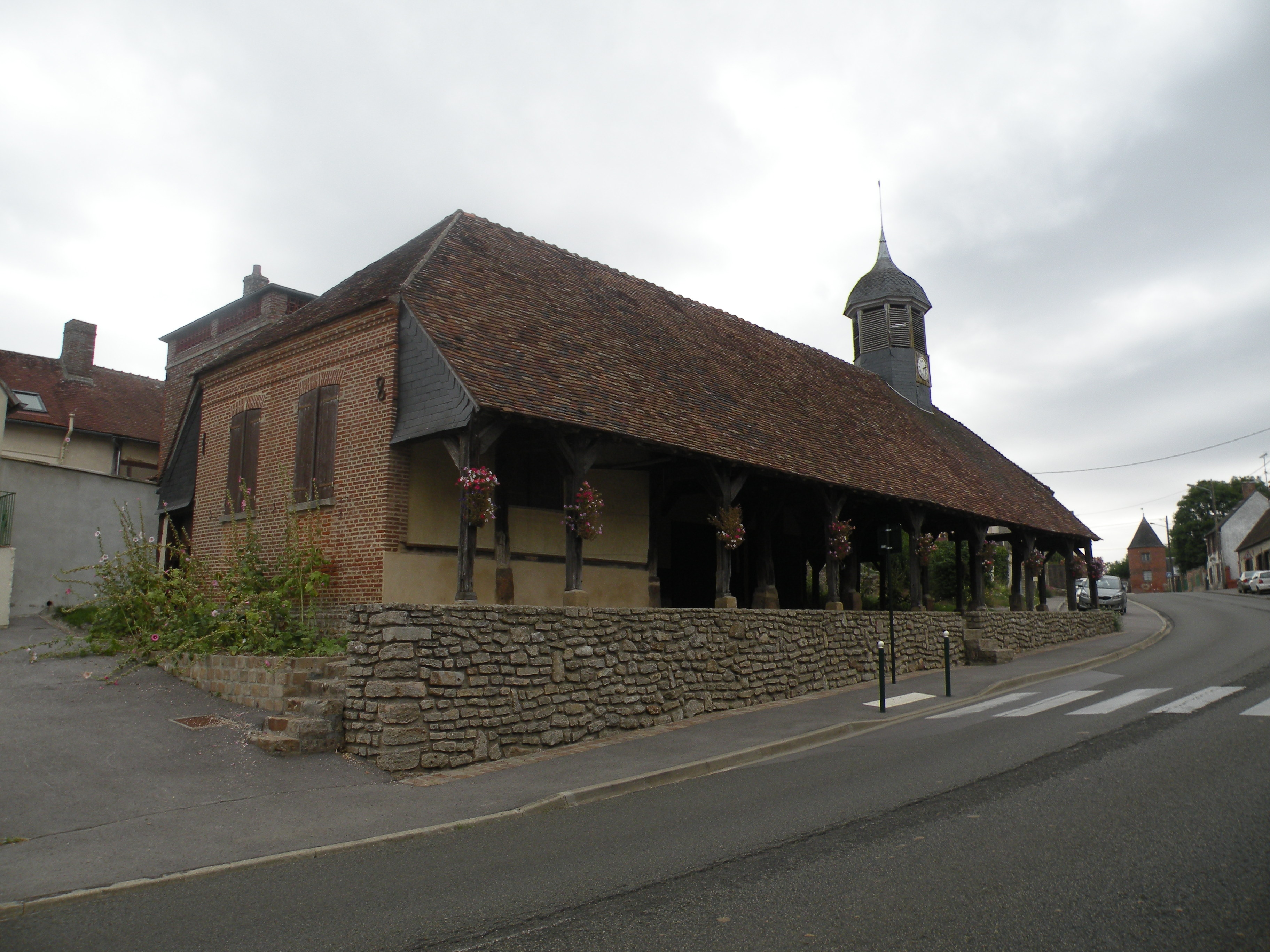
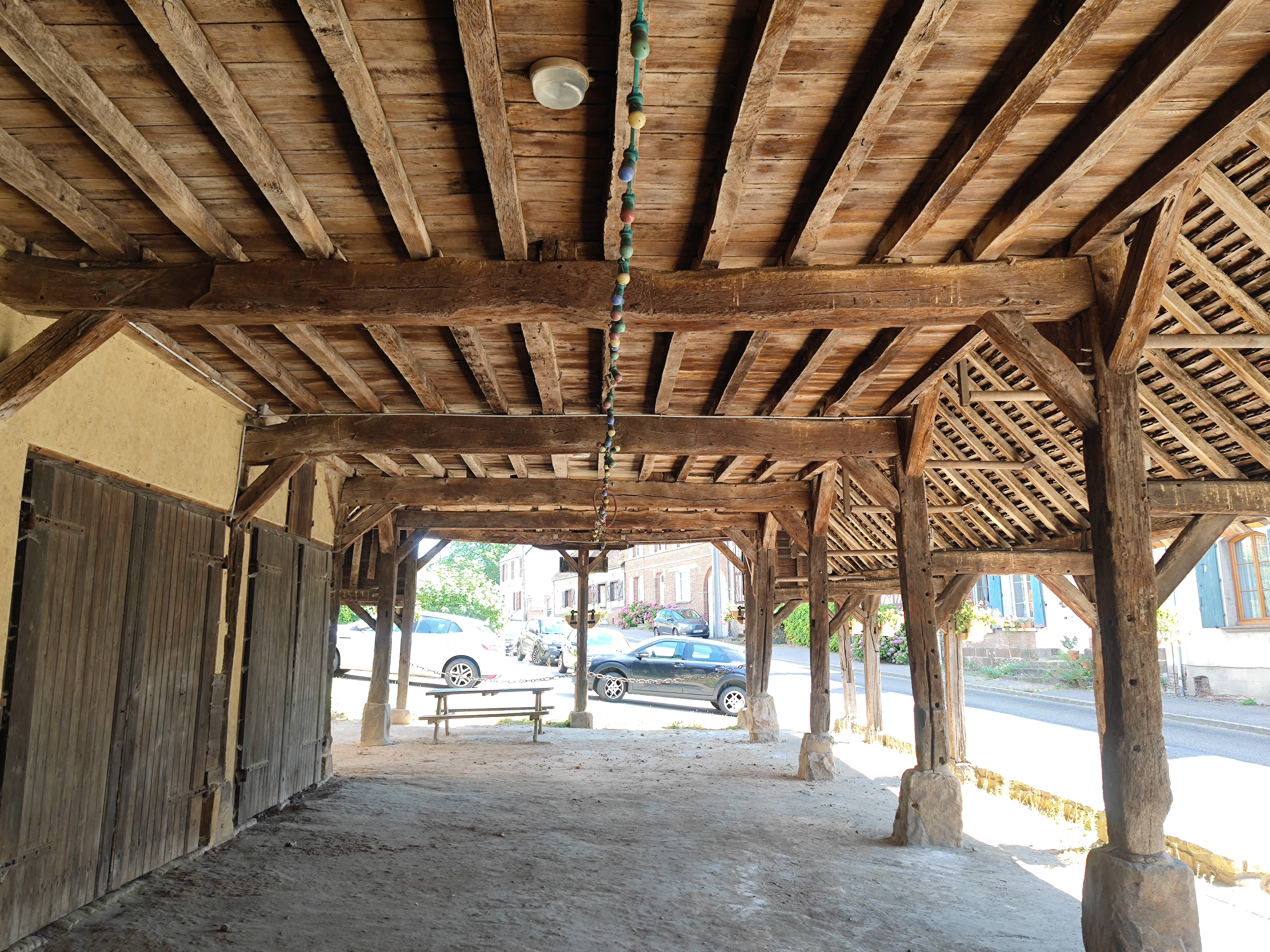

- Le Moulin Anquetil, sur le Thérain, utilisé pour polir des miroirs puis transformé après sa fermeture en pisciculture puis enfin en logements. 
Sa roue a été rénovée par des habitants et est à nouveau fonctionnelle, ainsi que la vanne[44],[45].

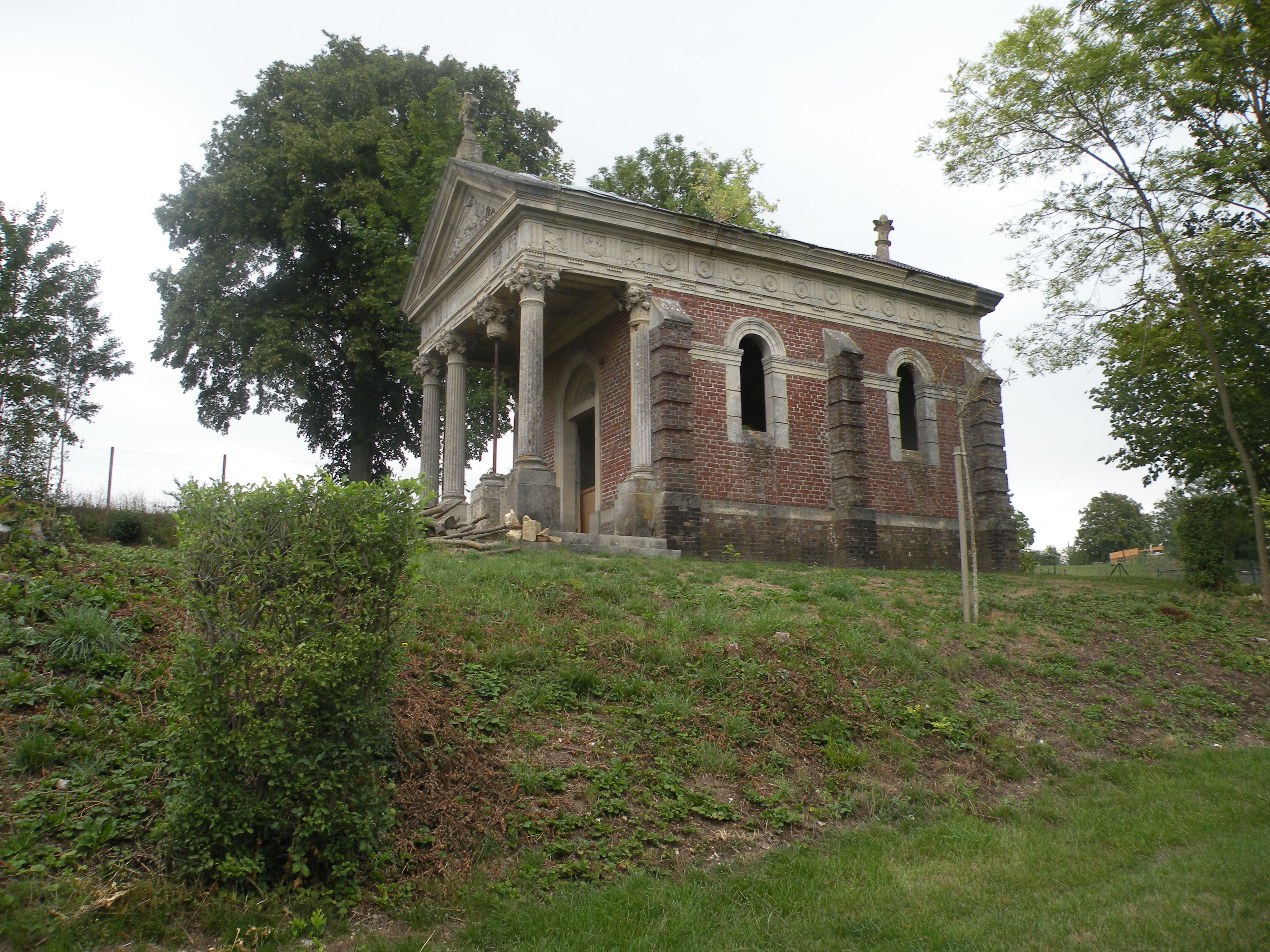
Temple
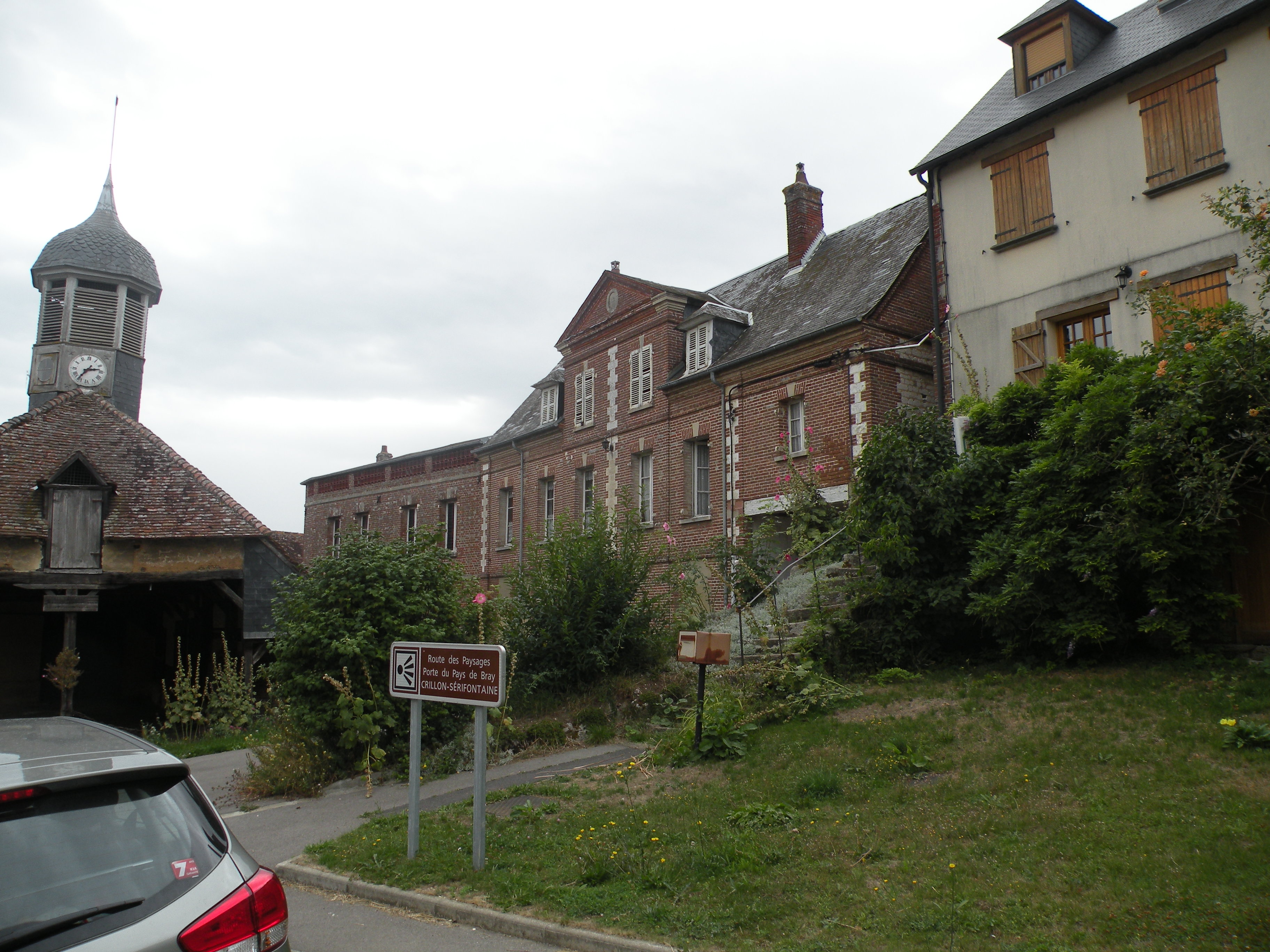
Grande maison, derrière les halles
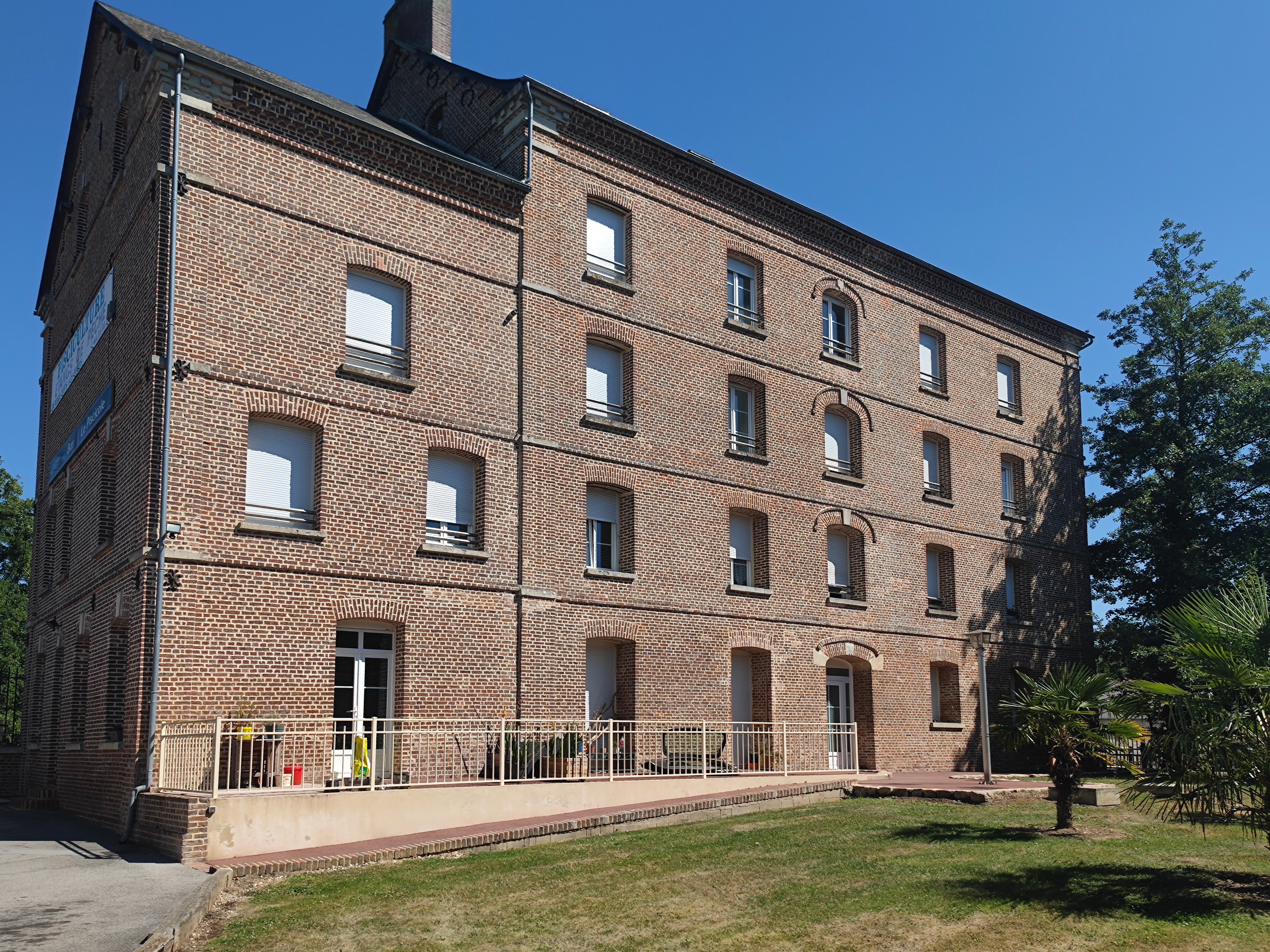
Le moulin...
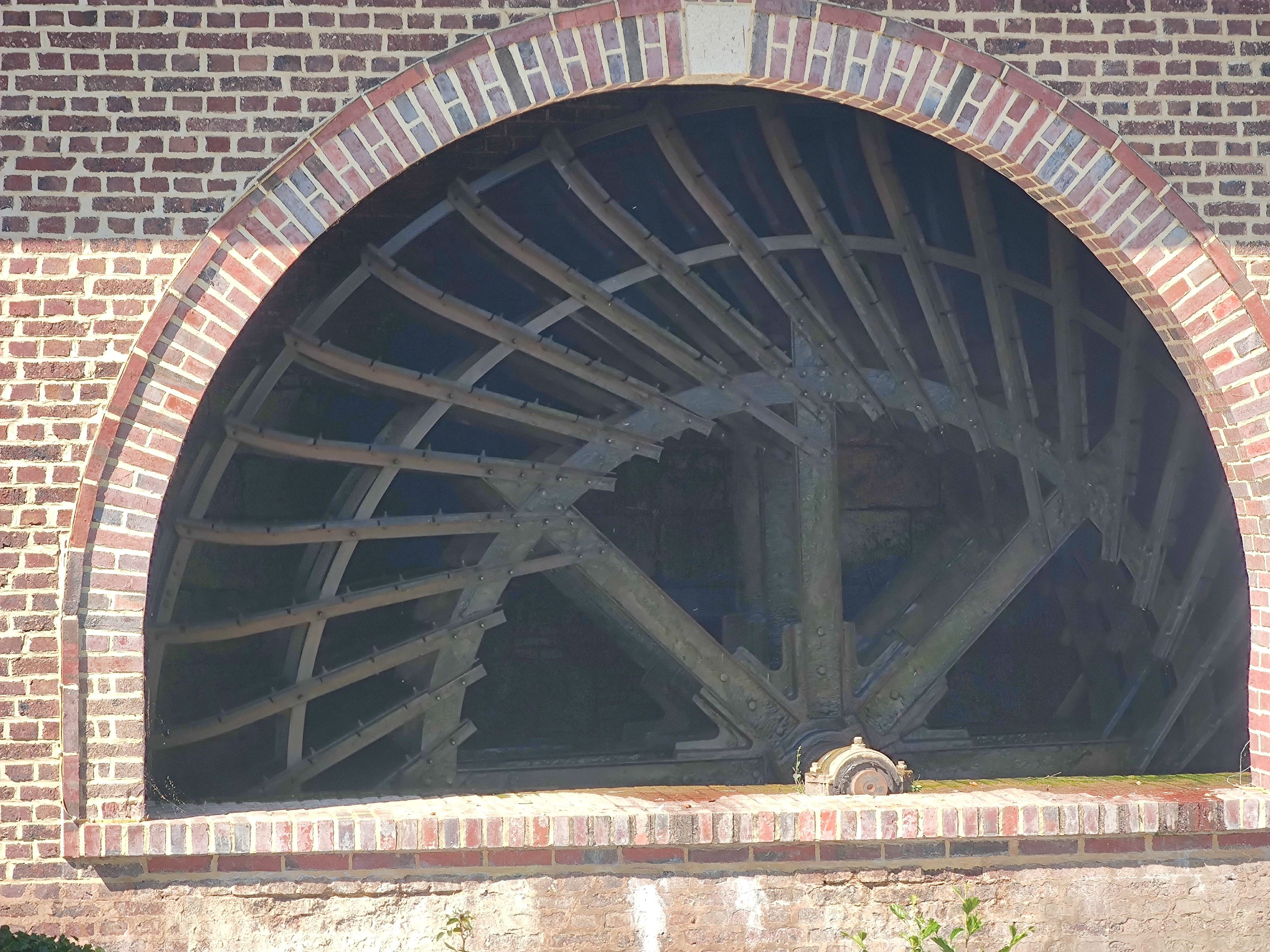
... et sa roue
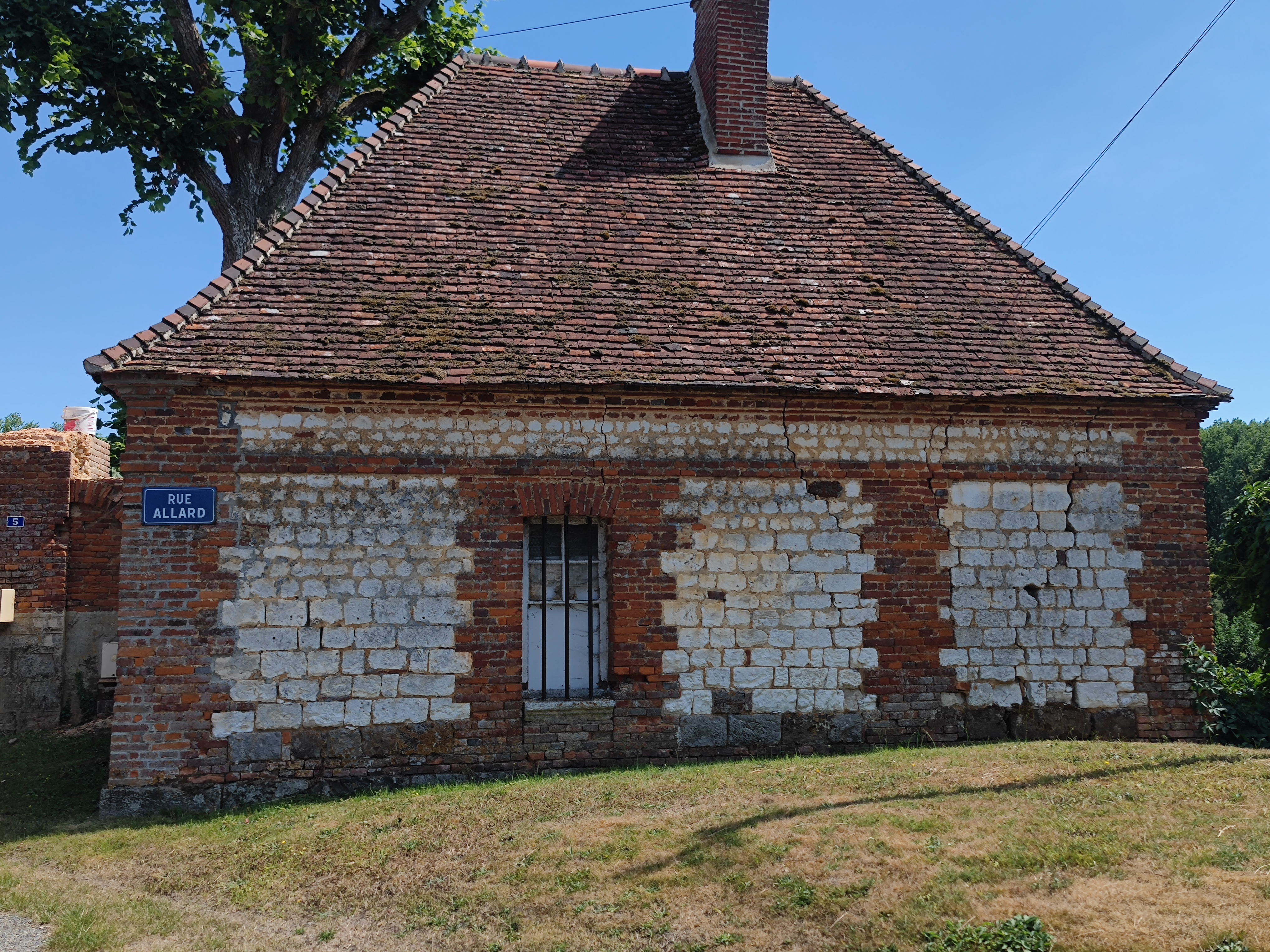
Maison ancienne, rue Allard
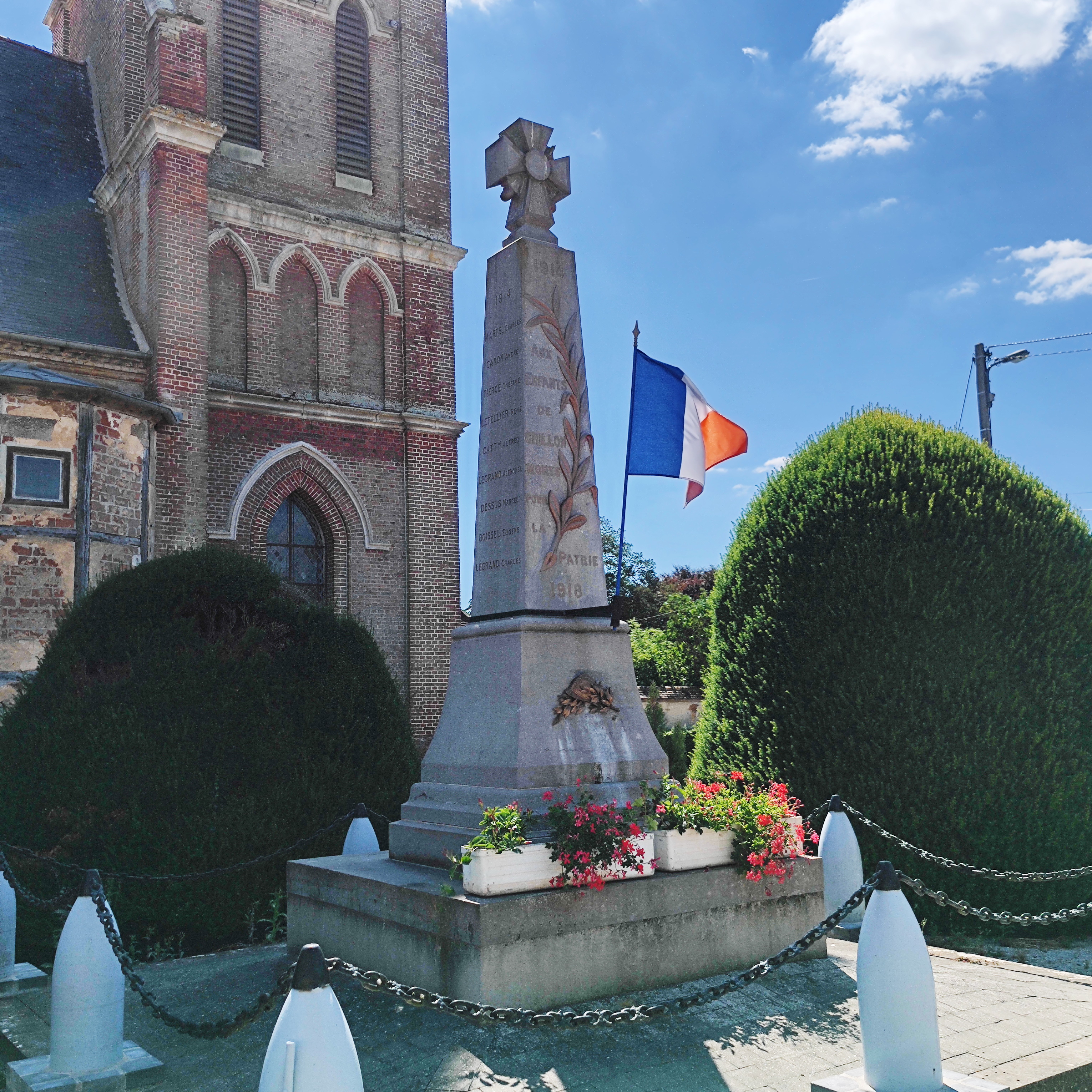
Monument aux morts

### Personnalités liées à la commune

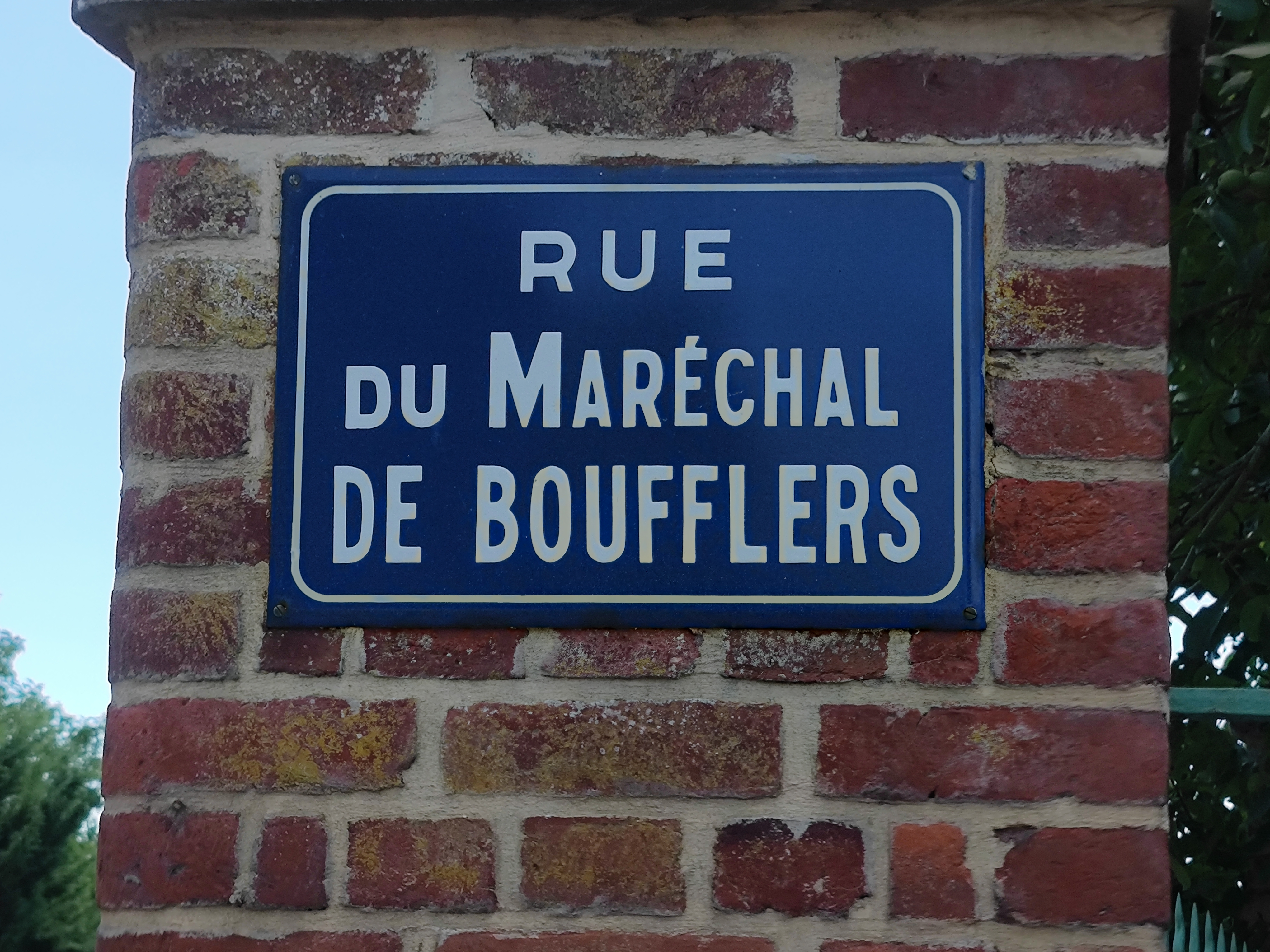
La rue du Maréchal de Boufflers est l'une des deux voiex principales de Crillon.

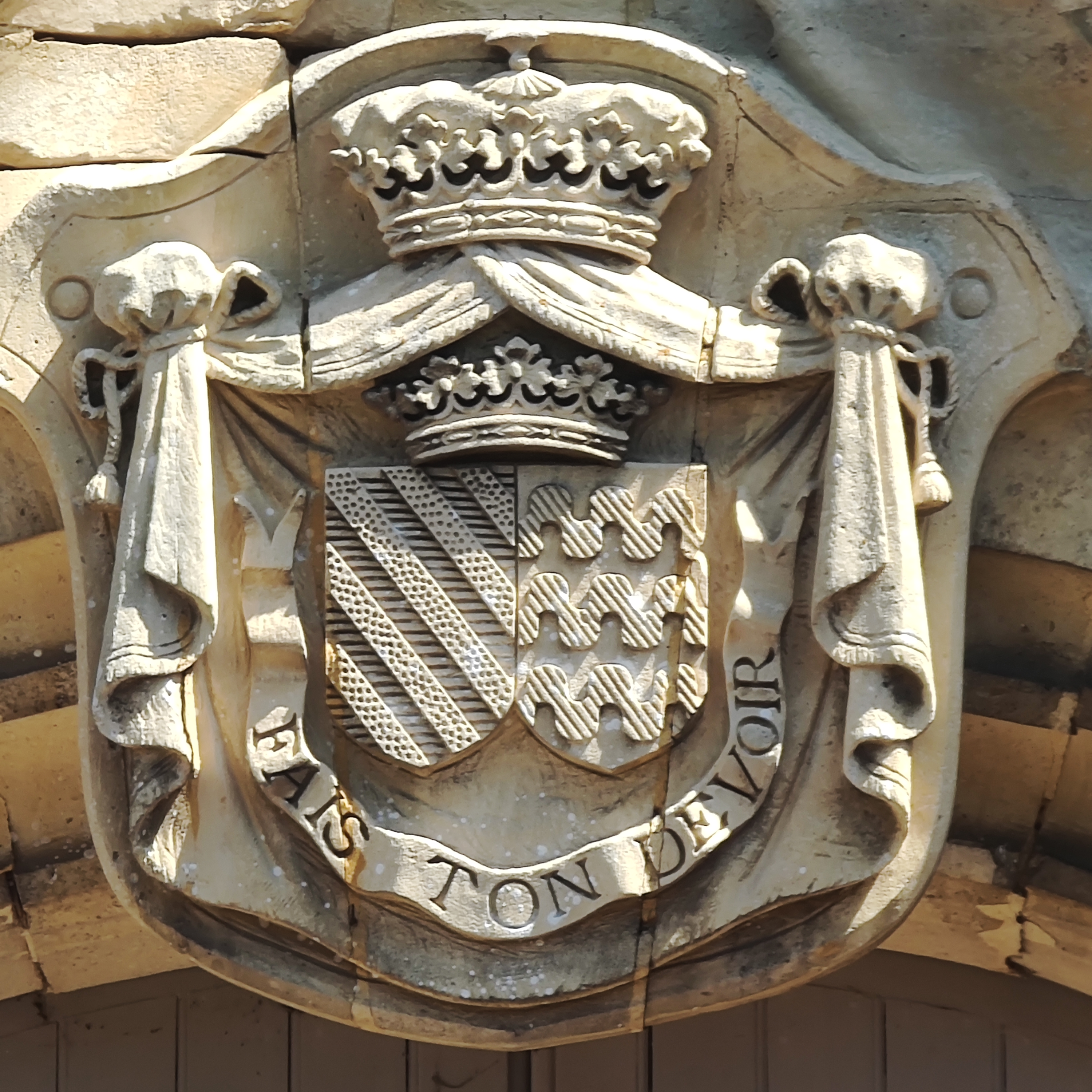
Armes de la famille de Berton des Balbes de Crillon, à gauche de l'ornement situé au-dessus du portail de l'église.

- Robert de Pecquigny, seigneur du lieu au XIVe siècle, le donne, ainsi que du tiers de la châtellenie de Milly, à sa femme Isabelle de Neuville qui épouse en deuxièmes noces, en 1435, Pierre II de Boufflers, l'un des généraux de Louis XI et de Charles VIII. Il prend d'assaut la ville de Gerberoy sur les Anglais, et, par suite de son mariage, s'établit dans le Beauvaisis[1].
- Louis François de Boufflers (1644-1711), pair et maréchal de France, y est né. Il porte d'abord le titre de chevalier et ensuite celui de marquis, à la mort de soi frère ainé, en 1672. 
« Entré dans l'armée à l'âge de dix-neuf ans, il conquit ses premiers grades sur le champ de bataille, et en 1669 il put acheter au comte de Lauzun, moyennant cent dix mille livres, la charge de colonel du régiment royal de dragons, qu'il revendit ensuite cent vingt mille livres au marquis d'Alègre. Il servit depuis avec la plus grande distinction sous les maréchaux de Turenne et de Luxembourg. Il obtint en 1678 la chargé de colonel-général des dragons, qu'il paya cent cinquante mille livres et qu'il céda plus tard pour quatre cent mille au comte de Tessé. Lieutenant-général en 1682, il commanda en chef en Espagne, puis aux environs, de Namur ; il fut nommé en 1686 gouverneur du Luxembourg, en 1687 gouverneur de la Lorraine , et successivement commandant en chef dans la Bourgogne, l'Alsace, la Champagne, le Hainaut, et le Palatinat de Rhin. Il ne cessa de se signaler dès-lors par les plus beaux faits d'armes, et obtint le 7 mars 1693 le brevet de maréchal de France[1] ».
- En 1783, Félix Des Balbes de Berton de Crillon (1748-1820), militaire et homme politique français, achète le marquisat de Saisseval, auparavant duché de Boufflers, et obtient en 1784 que le nom en soit changé en Crillon. Il est  député aux États généraux de 1789 pour la noblesse du Beauvaisis et fait partie des 47 députés de la noblesse qui rejoignent le Tiers état dès le 25 juin 1789. En 1817, le Roi Louis XVIII le fait duc et pair de France.